# Cruzeiro Esporte Clube
El Cruzeiro Esporte Clube es una asociación multideportiva brasileña ubicada en la ciudad de Belo Horizonte, capital del Estado de Minas Gerais. Aunque compiten en varios deportes diferentes, Cruzeiro es conocido principalmente por su equipo de fútbol de asociación. Participa en el Campeonato Brasileño de Serie A.
Disputa sus partidos de local en el Estadio Mineirão, que actualmente tiene capacidad para 62.547 espectadores. Los colores habituales de la equipación del Cruzeiro son camisetas azules y pantalones cortos blancos con medias blancas.
El club fue fundado el 2 de enero de 1921, por deportistas de la colonia italiana de Belo Horizonte, algunos socios de Yale Atlético Clube y muchos trabajadores inmigrantes italianos decidieron crear un nuevo club llamado Societá Sportiva Ypiranga, cambiando el nombre meses después a Palestra Mineiro y después de un juego a Palestra Itália. Como resultado de la Segunda Guerra Mundial, el gobierno federal brasileño prohibió el uso de cualquier símbolo que hiciera referencia a Alemania, Italia y Japón, naciones enemigas de Brasil en el contexto de la Segunda Guerra Mundial, los miembros de la junta del club rebautizaron el club con el nombre de un símbolo nacional líder: la constelación de Cruzeiro do Sul.
Reconocido como uno de los clubes más grandes del fútbol brasileño e internacional, a nivel internacional Cruzeiro fue dos veces subcampeón de la Copa Intercontinental, además de tener dos títulos en la Copa Libertadores de América, en 1976 y 1997, dos en la Supercopa Sudamericana, en 1991 y 1992, uno en la Recopa Sudamericana de 1998, uno de la Copa Oro Nicolás Leoz de 1995 y uno de la Copa Master de Supercopa de 1994. A nivel nacional, el conjunto celeste suma cuatro conquistas en el Campeonato Brasileño (una de ellas como Taça Brasil) y seis en la Copa de Brasil (récord), siendo el único bicampeón de la competición. A nivel regional, logró el Campeonato Mineiro 39 veces, por otra parte ganó las desaparecidas competiciones estatales, como ser campeón de la Copa Sul-Minas 2 veces, campeón de la Copa Centro-Oeste, Taça Minas Gerais cinco veces, la Copa dos Campeões Mineiros dos veces, el Torneo Início 10 veces y el Supercampeonato Mineiro una vez. También fue el primer y único equipo de Minas Gerais y el único equipo brasileño en ganar la triple corona nacional, habiendo ganado un campeonato estatal, una Copa de Brasil y un Campeonato Brasileiro en la temporada 2003.
En 2009, la IFFHS elaboró el ranking de clubes de Sudamérica, con datos estadísticos de 1901 a 2000, en el que Cruzeiro se destacó como el mejor club brasileño del siglo XX, y en 2015, la Revista Placar elaboró el ranking de los mayores campeones absolutos de Brasil, en el que Cruzeiro y Internacional ocupaban el primer lugar, como los clubes con mayor número de títulos oficiales en el fútbol brasileño. En cuanto a la suma de títulos oficiales de ámbito nacional e internacional de los clubes de fútbol brasileños (sin contar los títulos oficiales de ámbito estatal y regional), en septiembre de 2019 Cruzeiro ocupaba el segundo lugar, empatado con Santos y Palmeiras y superado solo por São Paulo.
Cruzeiro es el 5.to club brasileño con mayor número de victorias en la Copa Libertadores de América, con 95 victorias hasta 2025, siendo el club con mejor rendimiento promedio en la historia del torneo empatado con Flamengo. Sus logros en torneos de mata mata hicieron con que sus hinchas y la prensa nacional le pusieran el apodo del "o cabuloso"
Su clásico rival es el Clube Atlético Mineiro, con el que protagoniza el Clásico Mineiro. El Cruzeiro tiene una de las hinchadas más grandes de Estado de Minas Gerais
En otros deportes, Cruzeiro también se destaca en Voleibol, en 2009 firmó una sociedad con Associação Social e Esportiva Sada para formar un equipo de voleibol masculino, Sada Cruzeiro, que ha sido uno de los más importantes del país, siendo el único equipo brasileño en haber conquistado el Campeonato Mundial de Voleibol de Clubes, entre varios títulos importantes, como: cuatro Copas Mundiales de Voleibol de Clubes, siete Campeonatos Sudamericanos de Voleibol, seis Superligas Nacionales, seis Copas Brasil de Voleibol, tres Supercopas Brasileiras de Voleibol y doce Campeonatos Mineros. En el atletismo, Cruzeiro también tiene un equipo fuerte, varios atletas importantes forman parte de su equipo, compitiendo en las más diversas carreras a nivel nacional y mundial.

## Historia

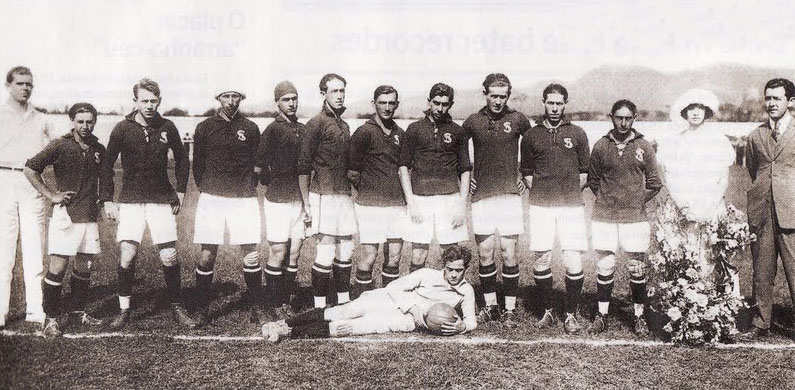
Equipo de Cruzeiro antes de enfrentar a Flamengo en 1923.

### Inicio comoPalestra Italia
El Cruzeiro fue fundado el 2 de enero de 1921, para los atletas de la colonia italiana de Belo Horizonte, con el nombre de Societa Sportiva Palestra Italia. Los colores adoptados, ya que se fueron los mismos de la bandera italiana: verde, rojo y blanco. De hecho la elección uniforme se hizo de acuerdo a las ideas refinadas del diseñador Arthur Lemmes, en la propia capital del estado. En 1922, el club compró terrenos propiedad de Ayuntamiento en lo que hoy es el Parque de Deportes de Cruzeiro. El 23 de septiembre de 1923, se inauguró su estadio en Barro Preto, construido por los jugadores y los asociados la mayoría de la colonia italiana de Belo Horizonte, compuesto en gran parte por los trabajadores de la construcción.
Se caracterizó por ser un equipo de ascendencia italiana, Palestra también se destacó por tener elementos de la clase obrera de la ciudad. En la Conferencia social, Destacaron hombres de la profesión de trabajadores de la construcción, policías, pintores, comercio y carpinteros, que eran los hijos de inmigrantes que llegaron a construir la capital del estado de Minas Gerais, Belo Horizonte, en 1894, y Ellos heredaron de sus padres la misma profesión.
El primer uniforme del club se compone de camisa verde, pantalón blanco y medias rojas. El club se limita a la participación de los miembros de la colonia italiana hasta el año 1925, cuando se retira el estatuto del club; una cláusula de impedir el registro de los atletas y compañeros que no eran de origen italiano. Esto abre la puerta para los empleados de cualquier origen.

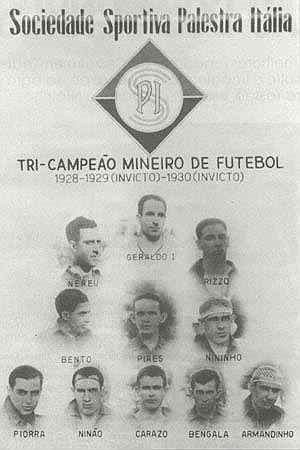
Palestra Italia en 1925.

Hay confusión con respecto a un club ya existente en la capital llamado Yale. Muchos piensan que este dio origen al Palestra y luego a Cruzeiro. El Yale también fue un club fundado por los descendientes de italianos que vinieron años antes de la conferencia. Pero después de una crisis, y el crecimiento del club de otros inmigrantes en Belo Horizonte, la mayoría de los miembros y jugadores Yale emigraron a la Palestra. El Yale se disolvió en 1925. Fue registrado hasta la fecha solo cuatro partidos entre los clubes, que son: Palestra 0 x 1 Yale (17 de julio de 1921), Palestra 0 x 0 Yale (6 de noviembre de 1922), Palestra 0 x 0 Yale (7 de mayo de 1922) y Yale 3 x 2 Palestra (5 de agosto de 1923). Todas las partidas válidas para el Campeonato de la Ciudad.
El primer logro significativo oficial de Palestra reconocido es el tricampeonato mineiro entre 1928 y 1930, las dos últimas siendo invicto. El crecimiento del equipo de la ciudad forzó a otros grandes equipos de la época para organizarse y en 1933 crear la primera liga profesional en el estado, la Asociación Minera de Deportes.
Por último, en 1925, se impuso la voluntad de la mayoría de los miembros del club quienes querían ver a Palestra como un gran club, con la rescisión de la cláusula de los estatutos que impedían la participación de atletas de otras nacionalidades. Otra modificación fue hecha al cambiar el nombre del club, pasó a llamarse Sociedad Sportiva Palestra Italia. El primer jugador de otra nacionalidad que el club recibió fue Nereo, que era de la colonia sirio-libanesa y jugó en horizontino sirio.

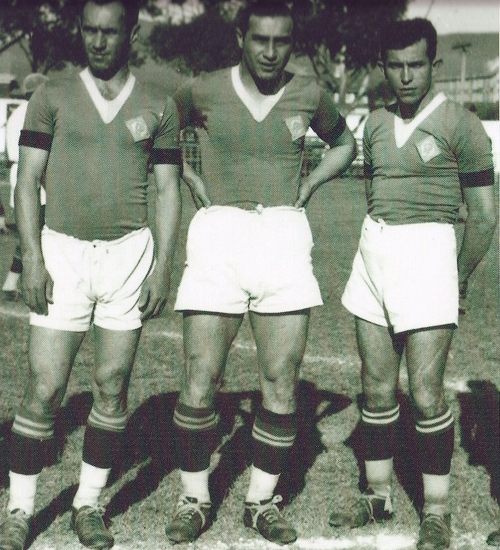
Ninão, Niginho y Bengala.

En 1936, algunos dirigentes y exatletas llevaron un movimiento de nacionalización del Palestra que tomó el nombre de Ala Renovación. La intención del grupo era cambiar el nombre del club, que ya había dejado de ser una asociación exclusiva de la colonia italiana y así que no había sentido en el uso del nombre de Italia. La idea sufrió resistencias, pero terminó ganando aliados.
El 30 de enero de 1942 en plena Segunda Guerra Mundial, el presidente Getúlio Vargas, que ya había declarado la guerra a los países del Eje (Italia, Alemania y Japón) a través de un Decreto-Ley determina la prohibición del uso de términos y denominaciones relativas de naciones enemigas. El primer partido después de la publicación del Decreto-Ley fue contra el Atlético-MG el 1 de febrero de 1942. El equipo salió al campo con una camiseta azul y tres franjas blancas horizontales sin escudo y sin nombre. Solo el 4 de febrero de 1942 el Consejo adoptó el nombre provisional de Palestra Mineiro, en sustitución de "Societa Sportiva Palestra Italia", como la determinación presidencial
La necesidad de convertir el club en una entidad totalmente brasileña, y después de la publicación de otro Decreto-Ley el 31 de agosto de 1942, que se concretó el 2 de octubre de 1942 cuando, en una reunión de la junta, se aprobó un nuevo cambio en el nombre del club en
Ypiranga, llamado así en homenaje al lugar donde fue proclamada la Independencia de Brasil. El 7 de octubre, de 1942, una nueva asamblea, que terminó con la renuncia del presidente Ennes Cyro Pony aprobó el nombre del club que sigue siendo hoy en día: el Cruzeiro Esporte Clube, un tributo al mayor símbolo de la patria, la constelación de Cruz del Sur, que fue sugerido por el expresidente del club, Oswaldo Pinto Coelho. El equipo también podría utilizar el nombre de Palestra durante todo el final de 1942, debido a la burocracia Federación de Fútbol solo se aprobaron los nuevos estatutos a principios de 1943.

### Construyendo el futuro

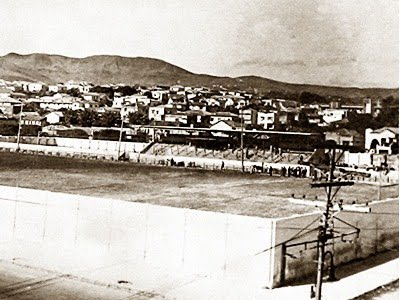
Juscelino Kubitschek, antiguo estadio del Cruzeiro.

En sus primeros años, Cruzeiro ganó el tricampeonato Mineiro de 1943 a 1945 y reformado su estadio que fue rebautizado Juscelino Kubitschek, llamado así por el entonces gobernador del estado. También construye una tribuna cubierta y cambia la posición del campo. El trabajo y el costo de la escuadra dan lugar a una crisis financiera.
Sin dinero, el club pierde sus principales jugadores. En 1952, que está obligado a despedir a todo el personal profesional y promueve la juventud. Va a vivir en una base semi-amateur.

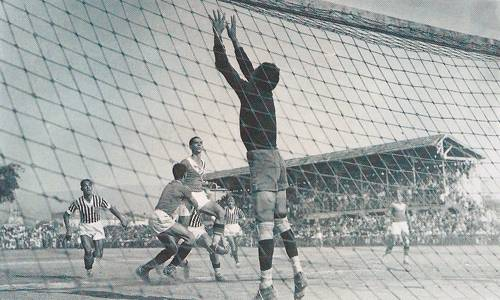
El portero Geraldo II, hizo 34 paradas en la final de Minas Gerais de 1944, ayudando al equipo a convertirse en campeón.

Para pagar la financiación, la solución era jugar partidos amistosos a cambio de cachés. Más que por el dinero, el club también gana fanáticos en las ciudades del interior, convirtiéndose poco a poco el club más popular del estado de Minas Gerais. La redención viene con la construcción de su sede en Barro Preto, lo que aumentó los ingresos del club. Con las facturas corregidas de nuevo se convirtieron en grandes y formaron el escuadrón tricampeón mineiro de 1959 a 1961.
Entre las hinchadas del equipo, la más popular es la Mafia Azul, fundada en 1977.

### Mineirão
El Mineirão acogió las grandes finales de un representante minero que ha logrado: (Supercopa Sudamericana 1991, Supercopa Sudamericana 1992 y Copa de Brasil (1993, 1996, 2000 y 2003), (Copa Libertadores 1976 y Copa Libertadores 1997) y (1966, 2003, 2013, 2014).
Con la apertura del Mineirão en 1965, el fútbol del equipo rompe su característica provincial con la inclusión de Minas Gerais en las competiciones nacionales.
La primera gran celebración del clásico entre Atlético Mineiro y Cruzeiro en el Estadio Mineirão fue por la final del campeonato mineiro de 1965. Esta fue el primer Clásico Mineiro jugado en el Mineirão y la primera después de los ataques en el Estadio Independencia. El partido fue tenso, desde el principio, con muchas jugadas violentas. El Cruzeiro dominó el partido y ganó por 1-0, cuando Decio Teixeira cometió penalti sobre Wilson Almeida, que entró en el área para anotar el segundo gol a los 34 minutos del segundo tiempo. Atlético Mineiro protestó alegando que la falta se hubiera cometido en el área grande, olvidando que la línea es parte de ella. Algunos jugadores del Atlético Mineiro golpearon al árbitro y entraron en la fricción con la policía. Pasaron 30 minutos paralizado y el árbitro informó en la expulsión de 9 jugadores. Atlético salió del estadio antes del final del partido. Por lo tanto, después de la final, Tostão, irónicamente, lamentó que el juego no se había reiniciado, ya que sería el comienzo de una gran goleada. Cruzeiro se llevó el título minero de ese año, la apertura de la Era Mineirão [cita requerida].
En los primeros años de la cancha, el equipo mineiro ganó el pentacampeonato de 1965 a 1969 y el título de la Copa de Brasil y del Campeonato de 1966 (cuando el primer partido de la final terminó en 6 x 2 en una final histórica contra el Santos de Pelé, cuyo partido final se llevó a cabo en São Paulo con el marcador 3-2 del equipo de avance azul).

### La conquista de la Copa de Brasil 1966
Después de 22 partidos del Campeonato Mineiro de 1965 y 6 en la Copa de Brasil 1966, el 30 de noviembre de 1966, el Cruzeiro comenzó a escribir en contra del Santos una de las páginas más importantes de su historia, su primer título nacional.
En el partido de ida de la final en el Mineirão, el Cruzeiro termina la primera mitad ganando por 5 a 0. Inimaginable, pero los jugadores parecían creer que era verdad. En la segunda mitad, los Santos reaccionaron haciendo dos goles, pero Dirceu Lopes marca otro en el descuento y el partido termina 6 a 2. En el segundo juego, en el Pacaembu de São Paulo, Santos termina la primera mitad ganando por 2-0. Todos creían que la humillante derrota del último partido sería devuelta. La confianza era tal que los líderes Paulista buscaron al presidente del Cruzeiro para programar el tercer juego en el Maracanã. Fue como una provocación al Cruzeiro. El Técnico Ayrton Moreira utiliza la actitud arrogante de São Paulo como estímulo a sus jugadores. Al inicio del segundo tiempo, Tostão falló un penalti. Se redime a sí mismo al anotar en el minuto 18. Diez minutos más tarde, Dirceu Lopes, de 44 años, da el golpe de gracia. El equipo de chicos jóvenes gana al mejor equipo del mundo en ese momento, y se convierte en campeón de la Copa de Brasil.
El logro fue de tal impacto que al año siguiente, el Torneo Río-São Paulo tuvo que incluir clubes del estado de Minas Gerais y Río Grande do Sul, creando el Torneo Roberto Gomes Pedrosa, el "Robertão" que fue el precursor del actual Campeonato Brasileño de Fútbol. También en 1967 debido a la clasificación a la Copa Libertadores 1967, el Cruzeiro disputa su primer partido oficial en el extranjero, en contra de Deportivo Galicia, de Venezuela en Caracas, ganando por 1-0.
Durante este período, surgen los primeros ídolos del club como son: Tostão, Dirceu Lopes, Piazza y Raúl Plassmann. En 1966, Tostão fue el primer jugador de un club minero en jugar una Copa Mundial. En 1970, cuatro jugadores ganaron el Tri-campeonato para la selección: Tostão, Piazza, Fontana y Brito (ex Vasco da Gama).
Por el título de la Copa de Brasil 1966, se reconoció a Cruzeiro por ser el primer club mineiro en ganar un campeonato nacional, ya que en diciembre de 2010 la Confederación Brasileña de Fútbol aprobó el logro para el club como campeón del fútbol brasileño.

### Los años 1970

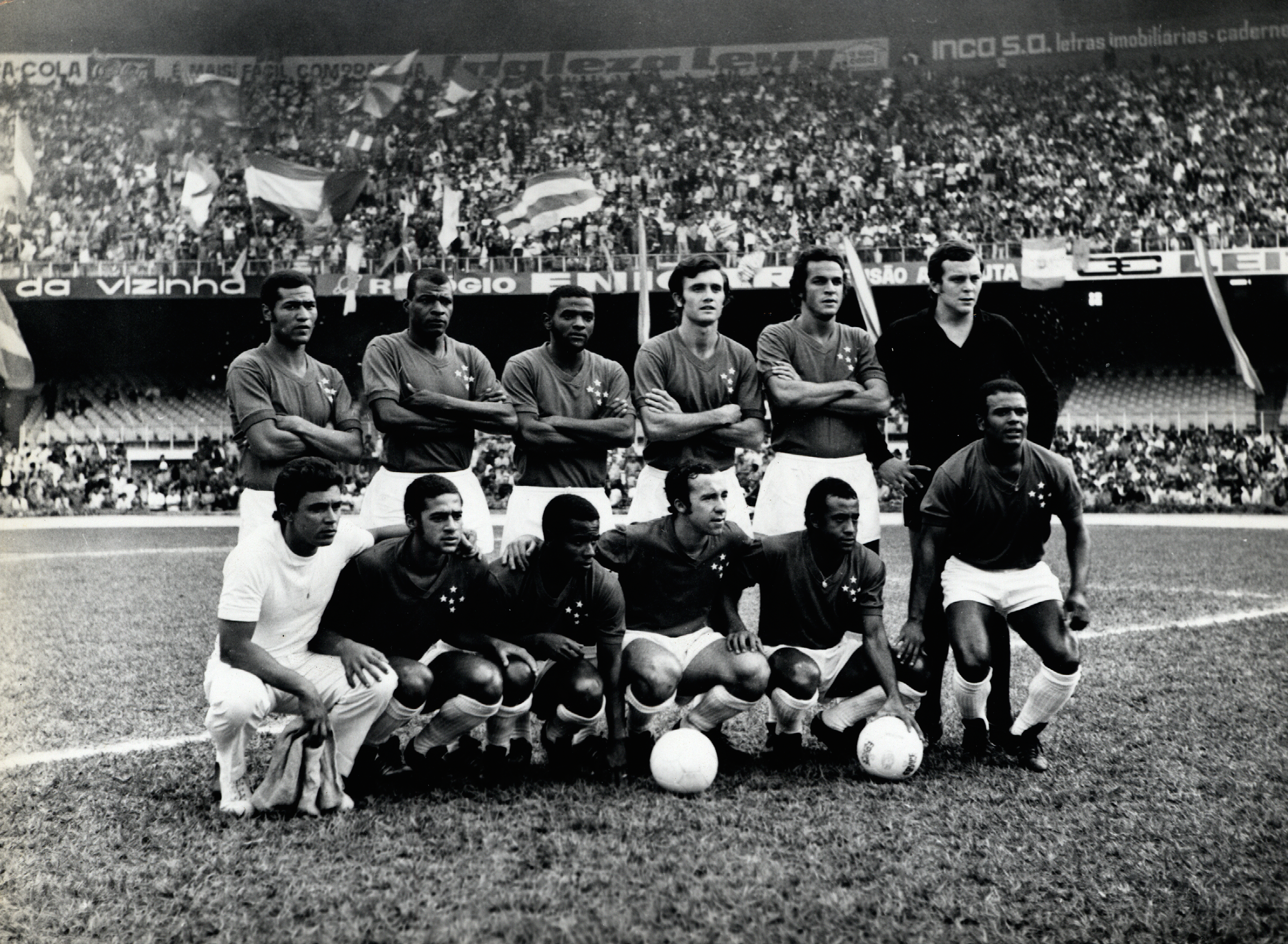
Equipo del Cruzeiro, 1971. Archivo Nacional del Brasil.

El Campeonato de Brasil, de 1974, fue subcampeón por primera vez, perdiendo en un arbitraje muy polémico en contra del Vasco da Gama y en 1975, fue subcampeón de nuevo después de perder contra el Sport Club Internacional.
En la Copa Libertadores 1976, Cruzeiro ganó su primer título en la competición, sobre el River Plate de Argentina. En la primera final en el Mineirão, ganar por 4 a 1. En el próximo partido, en el Estadio Antonio Vespucio Liberti de Buenos Aires derrota por 2 a 1. Durante la campaña, tiene lugar un juego Es considerado como el mejor juego de la historia del Mineirão, la victoria del Cruzeiro por 5-4 sobre los campeones del campeonato brasileño de ese año, el Internacional.
El reglamento preveía un tercer partido en campo neutral. Esto se llevó a cabo en el Estadio Nacional de Santiago de Chile, donde la selección de fútbol de Brasil fue por segunda vez campeón del mundo en 1962. Cruzeiro hace dos goles en la primera mitad. Pero con la ayuda del arbitraje y los tradicionales lazos de Argentina Catimba, River Plate empata al minuto 44 del segundo tiempo, desaparecidos desde el borde del área Nelinho, se está preparando para cobrar. Cuando se da la vuelta para correr y ganar fuerza en el conducto, Joãozinho es más rápido y patea colocándolo en el ángulo, sin oportunidad para el portero argentino. El Cruzeiro es campeón, el partido terminó 3-2 y es el rey de las Américas.
También en 1976, el club es derrotado en la Copa Intercontinental, por el Bayern Múnich de Alemania, que tenía jugadores como Gerd Müller, Franz Beckenbauer, Karl-Heinz Rummenigge y Sepp Maier, que eran la base de la continuación, la selección campeona del mundo en 1974.
En 1977, el Cruzeiro llega de nuevo a la final de la Libertadores, pero esta vez es derrotado en los penaltis por Boca Juniors de Argentina. El Cruzeiro fue derrotado por 1-0 en Buenos Aires, ganó por el mismo marcador en Belo Horizonte y el tercer juego en el Montevideo terminó empatado sin goles. En la tanda de penaltis, el equipo argentino iba a ganar por 5-4 y conquistar el que sería su primera copa de un total de seis victorias en la competición (hasta 2015).
En la década de 1970 para evitar el déficit financiero causado por la disputa del Campeonato Mineiro, el club empezó a jugar partidos amistosos en el extranjero a cambio de cheques de pago en dólares. El dinero era suficiente para mantener a las estrellas y conquistar el tetracampeonato mineiro de 1972 a 1975. En 1977 llega al décimo título mineiro en la "Era Mineirão", de 13 campeonatos jugados.

### Los 80 y el período de escasez
Los esfuerzos de la década anterior no fueron suficientes para evitar la crisis financiera que acompañaría el club en los últimos años 1980. Cruzeiro sufrió un período de malos resultados en el Campeonato Brasileño y la conquista de tan solo dos campeonatos Mineiros en 1984 y 1987. El nuevo rescate provino de la venta de jugadores en el extranjero y las cuotas por transmisiones de partidos de fútbol, que ahora son pagados por las estaciones de televisión a partir de la Copa Unión, en 1987.

### Títulos de Serie en la década de 1990 y 2000

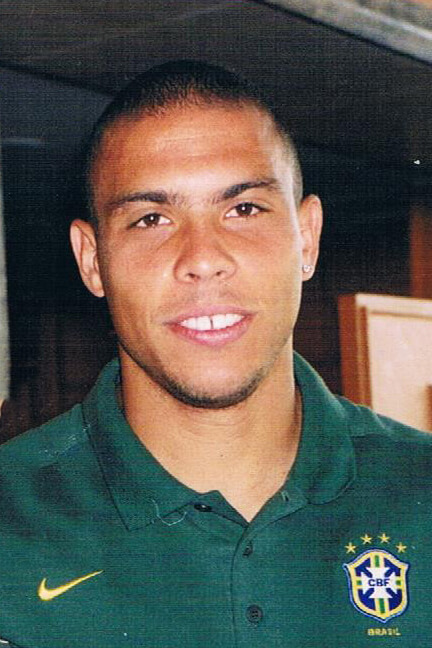
Ronaldo, una de las grandes figuras que jugó en el club.

El 1980 no fue muy positivo para el club, ganando solo dos campeonatos estatales (1984 y 1987), y las campañas débiles en el Campeonato Brasileño.
Sin embargo, en 1990 Cruzeiro comenzó una secuencia impresionante de 15 años que gana al menos un título por año. Había dos Supercopa Sudamericana (en 1991 y 1992), un Recopa Sudamericana (en 1998), cuatro Copas de Brasil (en 1993, 1996, 2000 y 2003), y una Copa de Oro Nicolás Leoz (en 1995), una Copa Máster de Supercopa (en 1994), dos Copa Sul Minas (en 2001, 2002), ocho campeonatos Mineros (en 1990, 1992, 1994, 1996, 1997, 1998, 2003 y 2004) una Copa Centro-Oeste (en 1999), dos Copa de Minas Gerais (en 1991 y 1999), una SuperCampeonato Mineiro (en 2002), y la segunda Copa Libertadores (en 1997) y el Campeonato Brasileño de Fútbol 2003 La primera disputada por puntos consecutivos en ida y vuelta. La secuencia de los títulos se interrumpió en 2005, pero al año siguiente el club ha vuelto a ganar el campeonato estatal, ganando el que se repitió en 2008 y 2009.
Durante este período los fananaticos del Cruzeiro gananaron más ídolos, incluyendo a: Charles, Boiadeiro, Douglas, Ademir, Renato Gaucho, Roberto Gaucho, Ronaldo Nazário, Nonato, Dida, Ricardinho, Marcelo Ramos, Fábio Júnior, Alex Alves, Cris, Sorín, Fred, Alex y Ramires además de haber contratado al penta-campeón Rivaldo solo jugó del primer semestre de 2004, sin mucho éxito, pero aun así fue campeón mineiro en 2004.
La mayor hazaña de la década del 2000 tuvo lugar en 2003, cuando el Cruzeiro, bajo el mando del respetado técnico Vanderlei Luxemburgo, y liderado por el mediapunta Alex y sus compañeros de equipo, ganó el título exclusivo en Brasil de "La Triple Corona", que significa ganar el Campeonato Estatal, Copa de Brasil y el Campeonato Brasileño. Este año, el equipo hizo una campaña nunca antes vista en el Campeonato Brasileño: anotado más de un centenar de goles y fue campeón faltando cuatro partidos para terminar, la primera edición de puntos consecutivos del Campeonato Brasileño, cuyo título es para el equipo en hacer mayor cantidad de puntos durante la competición.
El año 2004 fue decepcionante y, al mismo tiempo sorprendente para esta temporada, EL Cruzeiro alcanzó una hazaña sin precedentes en Brasil, que era ganar al menos un título por temporada durante 15 años (1990-2004). Antes de esto esa hazaña solo se había hecho por equipos europeos como el Real Madrid y el Manchester United. Esta secuencia se rompió en 2005 cuando el Cruzeiro sorpresivamente perdió la final del Campeonato Mineiro contra el Ipatinga EC. Después de que, efectivamente, el Cruzeiro no tuvo gran marca ganando solo apenas tres Campeonatos mineiros (en 2006, 2008 y 2009).
En los Campeonato Mineiros de 2008 y 2009 fueron sorprendentes porque el Cruzeiro derrotó dos veces a su mayor rival en la final de un impresionante 5 a 0. En la misma temporada de 2009 Cruzeiro llegó a la final de la Copa Libertadores ante Estudiantes de La Plata, el mismo oponente que había enfrentado en la fase de grupos. En el primer partido final, un empate a 0-0 que dejó Cruzeiro muy cerca del tercer campeonato, pero en el partido de vuelta en el Mineirão con 64,800 personas, Cruzeiro perdió ante Estudiantes de La Plata de La Plata después de hacer 1-0 al final del juego, 1 a 2 a favor de Estudiantes de La Plata y el del sueño del tri-campeonato y el sueño de ser campeón del mundo (en la Copa Mundial de Clubes de la FIFA), ya que el club había disputado dos veces la antigua Copa Intercontinental (por haber ganado la Libertadores en el '76 y el '97), pero perdió en ambas ocasiones, ante clubes alemanes: en 1976, con el Bayern Múnich y en 1997 con el Borussia Dortmund.

#### El Día del Cruzeiro y el Día delCruzeirense
El 14 de julio de 2008 se promulgó la Ley N ° 9590/2008 por el entonces alcalde de Belo Horizonte, Fernando Pimentel, que estableció el "Día del Cruzeiro y el Día del Cruzeirense", que se celebra anualmente el 2 de enero. La ley fue el resultado de la Ley N.º 1594/2008 de la autoría del concejal Alberto Rodrigues.

### Década del 2010: De la gloria al descenso
En la temporada de 2010 Cruzeiro se terminó el Campeonato Mineiro en 3.er lugar, fue a los cuartos de final de la libertadores y fue subcampeón del Brasileirão. Pero ese mismo año el Cruzeiro fue reconocido oficialmente por la CBF como bicampeón brasileño, después de haber ganado la Copa de Brasil de 1966.
En 2011, el equipo celeste tiene una impresionante temporada que comienza, destacando no solo nacional sino también la escena internacional, después de haber sido llamado por el entrenador uruguayo Diego Aguirre (quien dirigió el Peñarol con el que fue subcampeón del torneo) el "Barcelona de las Américas" por su estilo de juego que parecía que el club catalán: la calidad en el toque de pelota, volumen de juego, sobre todo a la formación que no sea Tenía delante un centro fijo. Con este estilo de juego, Cruzeiro hizo su debut en la libertadores contra el equipo de Estudiantes de La Plata que derrotó al Cruzeiro en la final de la Libertadores de 2009. Cruzeiro goleó 5-0 al equipo argentino, con una actuación casi impecable de todo el elenco, vengando así la pérdida del título de 2009 y postulando a Cruzeiro como el favorito para ganar el torneo.
Después de la competición, el equipo derrotó al Guaraní de Paraguay en su casa por 4-0, empatado con Deportes Tolima de Colombia por 0-0 (con el portero Fabio, ídolo de la multitud celeste, la defensa de un penal y evitar la derrota), en el juego de vuelta fue amplio frente al Tolima en casa, 6-1, derrotó a los guaraníes por 2-0 y sorprendió en el último partido de la fase de grupos, jugando contra Estudiantes de La Plata fuera de casa, se temía que Cruzeiro no consiguiera la victoria, pero el equipo sorprendió a todos con una puntuación de 3-0, de nuevo con una gran actuación del equipo, consolidando la supremacía del equipo celeste en la Ronda 1 y sellar la clasificación a la segunda ronda de la mejor primera lugar en la fase de grupos con una campaña devastadora y poner al equipo como un favorito absoluto para ganar el torneo.
Incluso al priorizar la Libertadores, el Cruzeiro podría al mismo tiempo mantener el buen rendimiento también en el Campeonato Mineiro, terminando la primera fase de la competición en el primer lugar, con una gran diferencia de ventaja y saldo de goles.
Después en la Libertadores, Cruzeiro enfrenta al Once Caldas de Colombia, (peor segundo lugar en la fase de grupos), el primer partido se juega fuera de casa. Incluso con las probabilidades y la malversación de fondos, Cruzeiro se llevó el triunfo 2-1, sufriendo un gol al final del partido. El resultado, a pesar de no marcar una amplia ventaja para que el equipo y no dejar la hinchada tranquila para el juego de vuelta, ya se dio al Cruzeiro prácticamente clasificado para los cuartos de final.
Con la clasificación de Santos, a cuartos de final, que sería el oponente del Cruzeiro si el equipo pasara a esta fase de la competición, que para muchos el equipo ya había ganado, y se convirtió el partido entre Cruzeiro y Santos, que era considerado uno de los más esperados del año, porque son considerados los dos mejores equipos de la competición. Pero en la segunda etapa, el equipo que deleitó a las Américas, fue sorprendido dentro de casa, y de una manera que, aún hoy, muchos todavía lamentan. La derrota ante Once Caldas por 2 a 0 en casa después de un equipo sin brillo en el campo, terminó de forma inesperada, la participación Cruzeiro en la competencia.
Aún sin recuperarse del golpe de la eliminación de la Libertadores, el equipo entra en el campo, cuatro días más tarde, para competir en la final de la primera etapa del Campeonato Mineiro de 2011, y en la parte superior contra su archirrival el Atlético mineiro. Visiblemente conmovido por eliminación, el equipo sufrió una derrota por 2-1 ante el rival, que dejó a algunos hinchas ya escépticos de ganar el título, a pesar de que el equipo solo necesita una victoria sencilla en el partido de vuelta, que el equipo había presentado sería lejos de alcanzar la victoria.
Una semana más tarde, fue el juego de vuelta, la definición del título. Y el equipo demostró la capacidad de recuperación en el terreno de juego, ganando al rival por 2-0 y ganar así el título para borrar la tristeza de la eliminación y ganar confianza para competir en el Campeonato Brasileño.
Pero en la disputa del Campeonato Brasileño, el equipo decepcionó. Paso gran parte del campeonato tratando de alejarse de la zona de descenso, del cual solo se salvó en el último partido, donde Cruzeiro se enfrentó a su archirrival, el Atlético mineiro y le aplicó la segunda mayor goleada en la historia del clásico: 6-1.
El 2013 fue el año para resaltar después de varias salidas en falso, la junta decidió hacer un cambio significativo en el club mediante la contratación de una serie de promesas y un nuevo entrenador, Marcelo Oliveira. El trabajo comenzó con la mayor parte de los hinchas escépticos del trabajo que el entonces técnico podría lograr, pero después de una buena campaña en el Campeonato Mineiro de ese año, la desconfianza se convirtió en la fuerza de voluntad y compromiso en las gradas del Mineirão. El campeonato brasileño comenzó bien pero eran solo 5 rondas para el equipo para mostrar su verdadera fuerza después de una primera ronda casi perfecta en el primer lugar, el equipo continuó el impulso en busca de su tricampeonato nacional. Arrastrándose hasta el final como líder, en una ardua lucha en contra del Grêmio el título llegó en la victoria por 3-0 ante el Vitória en el Barradão.
El año 2014 fue aún más especial para Cruzeiro después de mantener casi todo el equipo para la temporada, el equipo comenzó el año con el pie derecho, ganando el Campeonato Mineiro de ese año contra el Atlético mineiro, con una final polémica. Una vez más el trabajo de Marcelo Oliveira había estado dando frutos, una buena campaña en la Libertadores, alcanzando los cuartos de final. Pero el equipo quería más, y después de 6 rondas en el Campeonato Brasileño ya habían asumido el puesto más alto de la tabla, y allí se mantuvo, después de meses de lucha contra el São Paulo, terminando el año en lo más alto, llegando a otra final de la Copa de Brasil y el aumento de otro trofeo de campeón de Brasil, el cuarto título del Cruzeiro en la competición.
Con sus mejores jugadores en la conquista del bicampeonato brasileños resaltan: Fabio, Éverton Ribeiro, Ricardo Goulart y Lucas Silva que lideraron los partidos del bicampeonato brasileño.
Entre los años 2017 y 2018, si bien no logró consagrarse ni en la Serie A (terminando 4° y 8° respectivamente) ni en la Copa Libertadores 2018 (cayendo en cuartos de final ante Boca Juniors por un global de 3-1), el club lograría otro bicampeonato en la Copa de Brasil: en la primera derrotaron en la final al Flamengo y en el siguiente año al Corinthians. De esta forma, se convertía en el primer bicampeón de la competición.
Durante la temporada 2019, Cruzeiro mantenía una buena base de jugadores con futbolistas como Fábio, Thiago Neves, Fred, Henrique, Egídio, Dedé, Léo, que se preparaban para pelear la Copa Libertadores y en paralelo al Brasileirão. No obstante, en la Copa Libertadores 2019 fue eliminado en octavos de final por penales por River Plate en el Mineirao, y a su vez en el Brasileirao 2019 terminó en el puesto 17°, con 7 partidos ganados, 15 empatados y 16 derrotas lo que decretó su primer descenso de la primera división en toda su historia.

### Década del 2020: En la Série B. Problemas económicos, llegada de Ronaldo y ascenso
En la serie B 2020, pese al arribo (a mitad de temporada) del veterano DT Felipe Scolari, el club no puede conseguir el ascenso tras una campaña irregular y una quita de 6 puntos por decisión de la FIFA, debido a que el club no pagó una deuda de préstamo al contratar un jugador.
Para la temporada 2021, Felipe Conceição es contratado como nuevo entrenador. Sin embargo, tras ser eliminado de la Copa de Brasil 2021 y ser derrotado en semifinales del Campeonato Mineiro, además de un mal comienzo en la serie B, Conceição fue reemplazado por Mozart Santos en junio de 2021. Tras varios partidos sin ganar, Mozart también dimite, y deja paso al experimentado Vanderlei Luxemburgo.
Sin embargo, con la reforma del gobierno de Bolsonaro, Cruzeiro accede a ser un equipo capitalizado y Ronaldo adquiere gran parte del club. En un proceso de pago de deudas y saneamiento, se contrata un nuevo técnico, el uruguayo Paulo Pezzolano. Tras una buena actuación en el campeonato mineiro y copa de Brasil, el 21 de septiembre de 2022 el equipo volvió a la Serie A ante el Vasco da Gama. El 30 de septiembre se proclamó campeón de la Serie B con 6 fechas de anticipación, rompiendo varios récords.
En 2024 llegó hasta la final de la CONMEBOL Sudamericana, pero la perdió ante un Racing Club de Argentina muy superior que se impuso por 3-1 en la Nueva Olla de Asunción, Paraguay.

## Símbolos

### Escudo
Escudos del Club
| Evolución del escudo | Evolución del escudo | Evolución del escudo | Evolución del escudo | Evolución del escudo | Evolución del escudo | Evolución del escudo | Evolución del escudo |
| -------------------- | -------------------- | -------------------- | -------------------- | -------------------- | -------------------- | -------------------- | -------------------- |
|                      |                      |                      |                      |                      |                      |                      |                      |
| 1921                 | 1927                 | 1942                 | 1959                 | 1961                 | 1996                 | 2016 - Presente      |                      |

En su primer escudo cuando todavía se llamaba Palestra Italia, los colores adoptados, fueron los mismos de la bandera italiana: verde, rojo y blanco. Desde entonces el Cruzeiro ha cambiado varias veces de escudo.

### Himno
El himno oficial fue escrito por Jadir Ambrósio en 1965, cuando participaba en un concurso de la Rádio Inconfidência. En ese momento, la junta directiva de Cruzeiro, encabezada por el presidente Felício Brandi, llamó a los compositores de Minas Gerais a crear un himno para el club celestial que hasta ese momento no tenía esa composición.
Ambrósio fue el ganador y tocó por primera vez el himno que tomó el nombre "Hino ao Campeão Cruzeiro Esporte Clube" en el programa de la emisora Aldair Pinto, en su programa "Roteiro das Duas".

### Mascota
La mascota oficial del Cruzeiro es 
Fox un zorro. Fue diseñado por el dibujante Fernando Pieruccetti (más conocido como Mangabeira) en 1945, quien se inspiró en Mário Grosso, el expresidente del club, conocido por su inteligencia y astucia al mando de los negocios del club y el hecho de que el zorro se alimenta de gallinas, en clara alusión a su rival regional.

### Denominaciones[19]
- Societa Sportiva Palestra Italia: (1921-1925) Primer nombre utilizado en su fundación.
- Sociedad Sportiva Palestra Italia (1925-1942) Primera modificación en el nombre del club.
- Palestra Mineiro: (1942) Nombre adoptado provisionalmente cuando el gobierno brasileño aprobó una legislación que prohibía a cualquier institución privada de ostentar en su nombre cualquier referencia a alguna de las tres Potencias del Eje (Alemania, Italia y Japón).
- Ypiranga: (1942) Llamado así en homenaje al lugar donde fue proclamada la Independencia de Brasil.
- Cruzeiro Esporte Clube: (1942-act) Nombre adoptado como tributo al mayor símbolo de la patria, la constelación de Cruz del Sur, que fue sugerido por el expresidente del club, Oswaldo Pinto Coelho.

## Uniforme
La primera camiseta de Palestra fue verde, con frisos rojos al final de las mangas y el logo en el pecho con el "PI" entrelazado en un rombo rojo y verde con fondo blanco,pantalón blanco y calcetines verdes.Entre 1922 y 1927,el equipo adoptó una camiseta en un tono verde más claro y,a veces,cambió su logo hasta usar una camiseta en un verde aún más claro entre 1928 y 1939.Durante este período,un Pabellón Renovador ya estaba tratando de articular un cambio en el nombre pues el club ya no era una asociación exclusivamente italiana.Entre 1940 y 1942,lució sus últimos uniformes italianos y cambió radicalmente su vestimenta adoptando una camiseta verde con bandas horizontales en blanco y rojo oscuro,colores que le dieron al club el sobrenombre de tricolor.
En 1942,la nacionalización del club se produjo gracias al gobierno brasileño,que prohibió cualquier mención de países enemigos durante la Segunda Guerra Mundial,siendo Italia una de esas naciones.Con esto,el equipo eligió el color azul con franjas horizontales blancas y el nombre temporal de Ypiranga,en honor al lugar donde se proclamó la Independencia de Brasil.En octubre del mismo año,una asamblea definió que el club se llamaría Cruzeiro Esporte Clube cuyo uniforme sería una camiseta azul,cuello,puños,pantalón y calcetines blancos, con la constelación del Cruzeiro do Sul,el mayor símbolo de la patria brasileña en el pecho.
En la década de 1950,el equipo lanzó su tradicional camiseta blanca,acompañada de pantalón azul y medias blancas,para los partidos nocturnos,una táctica que beneficiaría la identificación de los jugadores en los tímidos y poco iluminados estadios brasileños de la época.En 1956,el club innovó con una camiseta de rayas horizontales en azul y blanco,poco utilizada,pero fue en 1959 cuando Cruzeiro adoptó la camiseta totalmente azul con solo las estrellas como escudo,patrón que inspiró las fases doradas del equipo en los años 60 y 70.
Pasaron los años y se produjeron pocos cambios en el uniforme del Raposa,salvo la entrada de patrocinadores en los 80 y las tradicionales camisetas llenas de diseños geométricos o brillantes en los 90,como la camiseta azul llena de detalles utilizada entre 1992 y 1996,y la camiseta blanca con varios tonos de azul confeccionada por Finta.En 1997, año de la segunda Libertadores del club,el celeste ganó más estrellas repartidas por el uniforme y la parte trasera de los cuellos en blanco.En 1998,el club comenzó a usar el escudo en lugar de las estrellas en el pecho,algo que se convertiría en estándar a partir de la década de 2000,época de la Triple Corona.
- Uniforme titular: Camiseta azul, pantalón blanco y medias blancas.
- Uniforme visita: Camiseta blanca, pantalón azul y medias azules.
- Uniforme altenativo: Camiseta gris, pantalón azul y medias azules.

### Patrocinio
Esta es la cronología de las marcas y patrocinadores de la indumentaria a lo largo de toda la historia del Cruzeiro.
| Período   | Proveedor | Patrocinador         |
| --------- | --------- | -------------------- |
| 1984      | Topper    | Medradão             |
| 1985      | Topper    | Frigorífico Perrella |
| 1986      | Adidas    | BDMG                 |
| 1987–1988 | Adidas    |                      |
| 1989      | Adidas    | Coca-Cola            |
| 1990–1995 | Finta     | Coca-Cola            |
| 1996      | Finta     | Energil C            |
| 1997–1998 | Rhumell   | Energil C            |
| 1998–1999 | Topper    | Energil C            |
| 2000–2003 | Topper    | FIAT                 |
| 2004–2005 | Topper    | Siemens              |
| 2006–2007 | Puma      | Xerox                |
| 2007–2008 | Puma      | Construtora Tenda    |
| 2009      | Reebok    | Banco Bonsucesso     |
| 2010–2011 | Reebok    | Banco BMG            |
| 2012–2014 | Olympikus | Banco BMG            |
| 2015      | Penalty   | Supermercados BH     |
| 2016–2018 | Umbro     | Caixa                |
| 2019      | Umbro     | Digi+                |
| 2020–2022 | Adidas    | Supermercados BH     |
| 2023–     | Adidas    | betfair              |

## Instalaciones

### Estadio JK

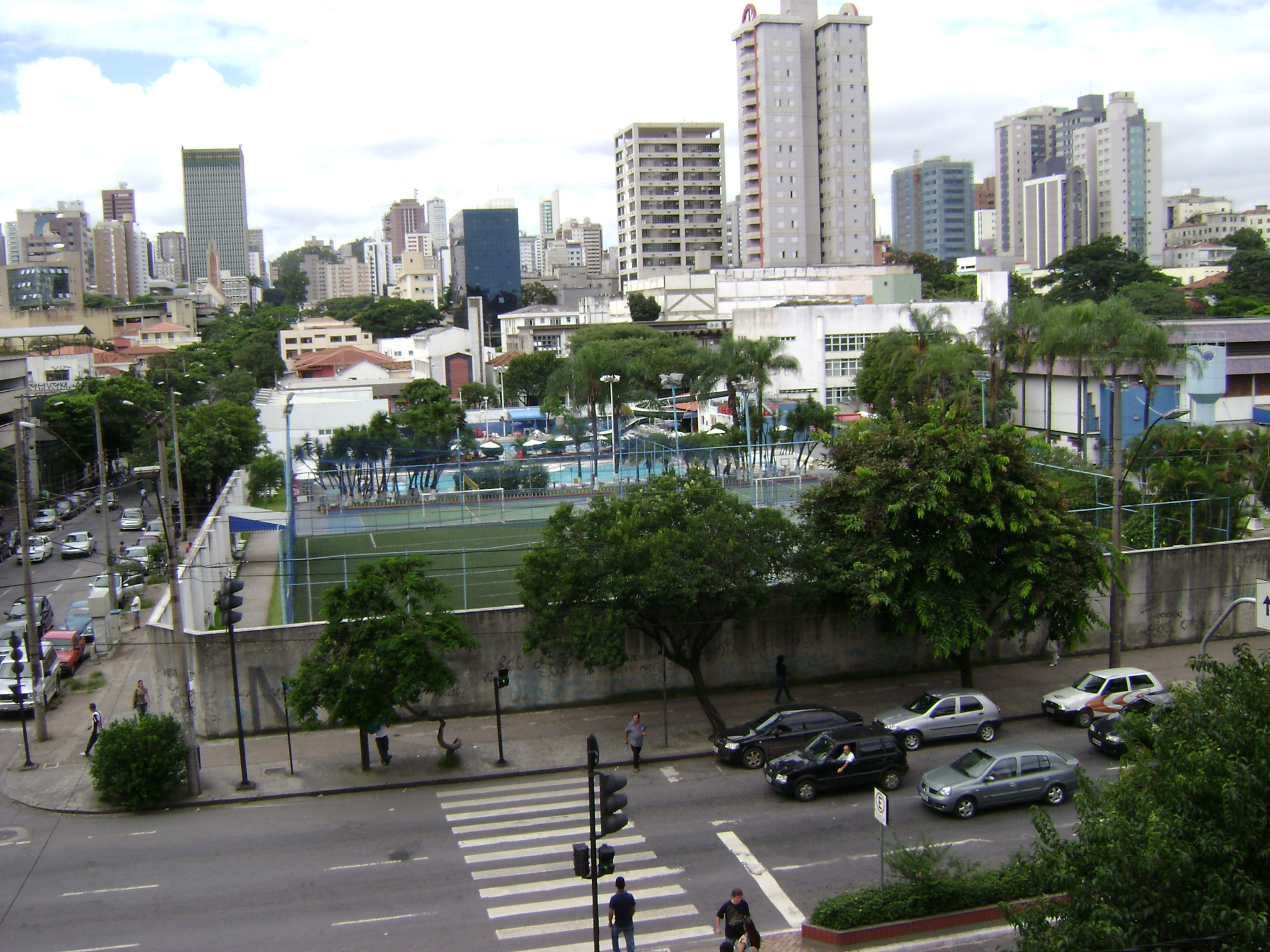
Club del Cruzeiro, terreno del viejo J.K.

El estadio Juscelino Kubitschek de Oliveira fue el primer estadio del club, que en ese momento todavía era un Aula. Construido en un terreno adquirido por la directiva con recursos propios en Barro Preto en 1922, el estadio fue muy importante para el Cruzeiro, fue el lugar donde se ganaron los primeros títulos. Palestra abrió el estadio el 1 de julio con una goleada 6x2 sobre Palmeiras de Santa Efigênia. La inauguración oficial fue en septiembre, coincidiendo con las celebraciones de la colonia italiana, en celebración de la unificación de Italia. El primer juego oficial fue el 23 de septiembre de 1923 contra Flamengo y terminó en 3x3.
Primer Partido Nacional: Cruzeiro 3x3 Flamengo - Amistoso - 23/09/1923

Primer Partido Internacional: Cruzeiro 2 x 2 Libertad - PAR - Amistoso - 03/01/1946

Partidos: 478 (285G - 96E - 97D - 1.370GF - 718GC)

Torneos Ganados: 12 Campeonatos Mineiros: (1926, 1928, 1929, 1930, 1940, 1943, 1944, 1945, 1956, 1959, 1960 y 1961).

### El Mineirão

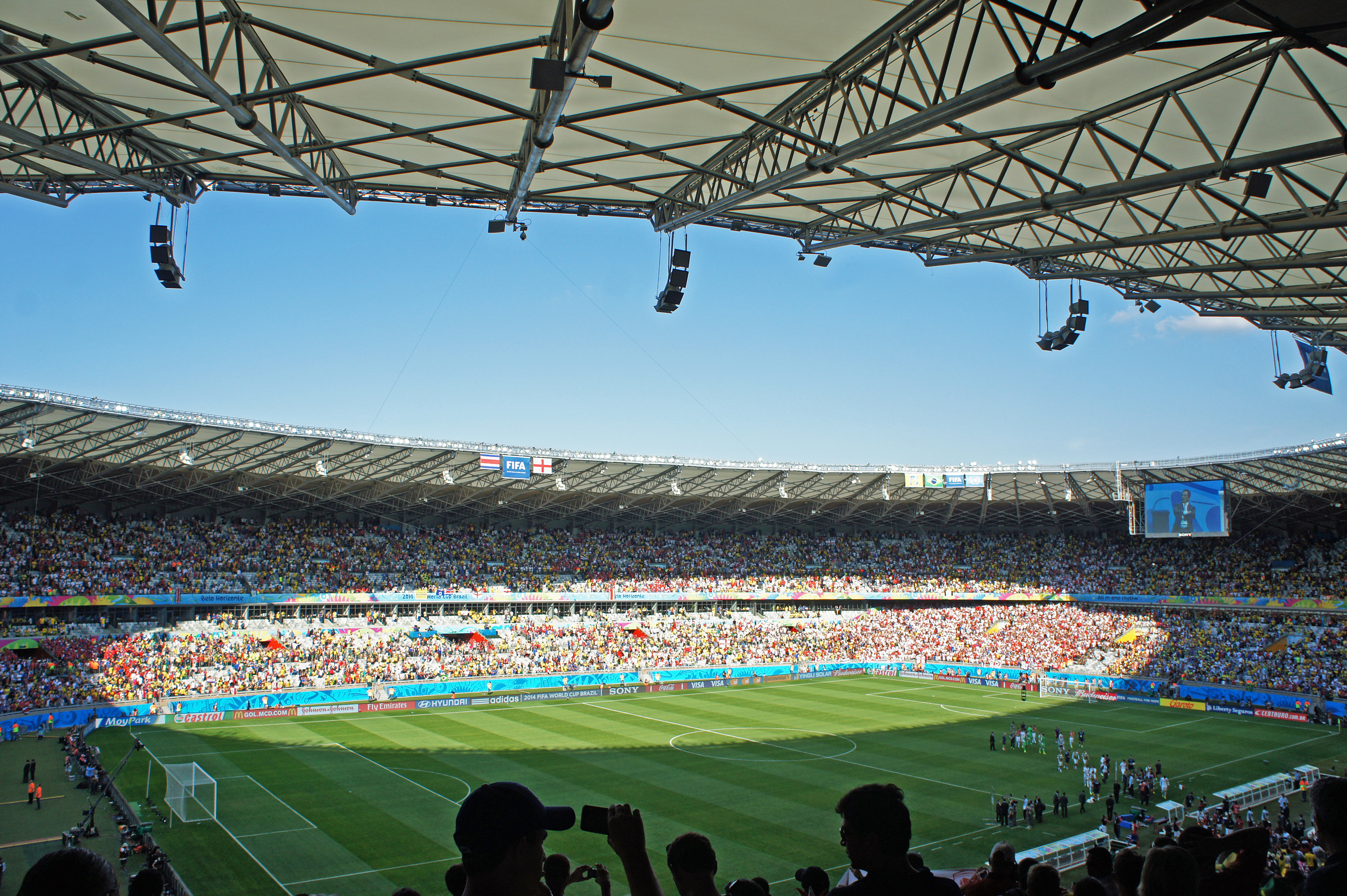
El Mineirāo en 2014.

El Estadio Mineirão, es uno de los campos más grandiosos y con mayor ambiente de Brasil, es propiedad del Estado de Minas Gerais, pero en él juegan como locales el Mineiro y el Cruzeiro. Se inauguró en 1965 y el primer gol lo consiguió el mediocampista del Mineiro Bugle, en un partido que enfrentó a un once estatal contra River Plate.
El Estadio Mineirão (cuyo nombre oficial en portugués es Estádio Governador Magalhães Pinto) es un estadio deportivo ubicado en la ciudad brasileña de Belo Horizonte, capital del estado de Minas Gerais. En este estadio hace de local Cruzeiro y Atlético y además fue sede de la Mundial de Brasil 2014.
Tanto el Cruzeiro, como el Atlético Mineiro juegan en el Mineirão, disputando el Brasileirao, Copa de Brasil, torneo estadual y Copas Libertadores o Sudamericana en esta cancha.
Lleva el nombre de José de Magalhães Pinto, quien fuera gobernador de Minas Gerais en la década de 1960.
El estadio fue reabierto el día 24 de abril de 2013 con un partido entre la Selección Brasileña vs la Selección de Chile donde ambas selecciones usaron jugadores del medio local, terminando el encuentro con un empate 2-2.

### Instalaciones deportivas
El complejo estructural del club es el más grande y moderno de Minas Gerais y uno de los más modernos de Brasil y América Latina. Con menos de cien años de vida, Cruzeiro cuenta con dos centros de formación (uno para jugadores profesionales y otro para las categorías básicas), una sede administrativa y complejos deportivos (sede urbana y rural).

## Datos del club
- Temporadas en 1ª: 53 (1960-1962 y 1966-2019). - Solo los campeones estatales clasificaban a la Taça Brasil (1959-1967).
- Temporadas en 2ª: 3 (2020-2022).
- Mayor goleada conseguida:
  - En campeonatos estatales:
    - Cruzeiro 14-0 Alves Nogueira (17/06/1928), en el Campeonato Mineiro 1928.

  - En campeonatos nacionales:
    - EC Bahia 0-7 Cruzeiro (14/12/2003), en el Campeonato Brasileño de 2003.

  - En torneos internacionales:
    - Cruzeiro 8-0 Atlético Nacional de Colombia (15/10/1992), en la Supercopa 1992.
- Mejor puesto en la liga: Campeón 1966, 2003, 2013 y 2014.
- Peor puesto en la liga: 33° (1984) - 41 participantes. 17° (2019 descendió) - 20 participantes

### Participación en campeonatos nacionales
| \| Competencia \| Posición \| PJ \| PG \| PE \| PP \| GF \| GC \| Dif. \| Puntos \| \| ------------------------------------ \| ---------------- \| ---------------- \| ---------------- \| ---------------- \| ---------------- \| ---------------- \| ---------------- \| ---------------- \| ---------------- \| \| Taça Brasil 1959 \| No se clasificó. \| No se clasificó. \| No se clasificó. \| No se clasificó. \| No se clasificó. \| No se clasificó. \| No se clasificó. \| No se clasificó. \| No se clasificó. \| \| Taça Brasil 1960 \| 8.º \| 5 \| 2 \| 1 \| 2 \| 4 \| 6 \| -2 \| 5 \| \| Taça Brasil 1961 \| 9.º \| 4 \| 2 \| 1 \| 1 \| 7 \| 5 \| +2 \| 5 \| \| Taça Brasil 1962 \| 6.º \| 4 \| 1 \| 2 \| 1 \| 4 \| 4 \| 0 \| 4 \| \| Taça Brasil 1963 \| No se clasificó \| No se clasificó \| No se clasificó \| No se clasificó \| No se clasificó \| No se clasificó \| No se clasificó \| No se clasificó \| No se clasificó \| \| Taça Brasil 1964 \| No se clasificó. \| No se clasificó. \| No se clasificó. \| No se clasificó. \| No se clasificó. \| No se clasificó. \| No se clasificó. \| No se clasificó. \| No se clasificó. \| \| Taça Brasil 1965 \| No se clasificó. \| No se clasificó. \| No se clasificó. \| No se clasificó. \| No se clasificó. \| No se clasificó. \| No se clasificó. \| No se clasificó. \| No se clasificó. \| \| Taça Brasil 1966 \| 1º \| 8 \| 7 \| 1 \| 0 \| 25 \| 7 \| +18 \| 15 \| \| Taça Brasil 1967 \| 4.º \| 3 \| 1 \| 1 \| 1 \| 2 \| 4 \| -2 \| 3 \| \| Torneo Roberto Gomes Pedrosa 1967 \| 7.º \| 14 \| 6 \| 2 \| 6 \| 23 \| 19 \| +4 \| 14 \| \| Taça Brasil 1968 \| 3.º \| 4 \| 2 \| 1 \| 1 \| 9 \| 4 \| +5 \| 5 \| \| Torneo Roberto Gomes Pedrosa 1968 \| 8.º \| 16 \| 6 \| 5 \| 5 \| 22 \| 18 \| +4 \| 17 \| \| Torneo Roberto Gomes Pedrosa 1969 \| 2.º \| 19 \| 10 \| 6 \| 3 \| 30 \| 18 \| +12 \| 26 \| \| Torneo Roberto Gomes Pedrosa 1970 \| 4.º \| 19 \| 9 \| 4 \| 6 \| 32 \| 20 \| +12 \| 22 \| \| Campeonato Brasileño de Serie A 1971 \| 8.º \| 25 \| 8 \| 12 \| 5 \| 28 \| 17 \| +11 \| 28 \| \| Campeonato Brasileño de Serie A 1972 \| 6.º \| 28 \| 12 \| 10 \| 6 \| 41 \| 27 \| +14 \| 34 \| \| Campeonato Brasileño de Serie A 1973 \| 3.º \| 40 \| 19 \| 14 \| 7 \| 48 \| 28 \| +20 \| 52 \| \| Campeonato Brasileño de Serie A 1974 \| 2.º \| 28 \| 14 \| 10 \| 4 \| 35 \| 17 \| +18 \| 38 \| \| Campeonato Brasileño de Serie A 1975 \| 2.º \| 29 \| 15 \| 10 \| 4 \| 39 \| 15 \| +24 \| 49 \| \| Campeonato Brasileño de Serie A 1976 \| 19.º \| 12 \| 6 \| 5 \| 1 \| 15 \| 7 \| +8 \| 19 \| \| Campeonato Brasileño de Serie A 1977 \| 16.º \| 18 \| 6 \| 7 \| 5 \| 30 \| 27 \| +3 \| 24 \| \| Campeonato Brasileño de Serie A 1978 \| 10.º \| 27 \| 14 \| 10 \| 3 \| 44 \| 21 \| +23 \| 41 \| \| Campeonato Brasileño de Serie A 1979 \| 6.º \| 19 \| 10 \| 6 \| 3 \| 43 \| 21 \| +22 \| 26 \| \| Campeonato Brasileño de Serie A 1980 \| 10.º \| 18 \| 7 \| 7 \| 4 \| 19 \| 14 \| +5 \| 21 \| \| Campeonato Brasileño de Serie A 1981 \| 19.º \| 15 \| 7 \| 3 \| 5 \| 20 \| 20 \| 0 \| 17 \| \| Campeonato Brasileño de Serie A 1982 \| 21.º \| 14 \| 5 \| 1 \| 8 \| 14 \| 23 \| -9 \| 11 \| \| Campeonato Brasileño de Serie A 1983 \| 17.º \| 14 \| 6 \| 5 \| 3 \| 21 \| 17 \| +4 \| 17 \| \| Campeonato Brasileño de Serie A 1984 \| 33.º \| 8 \| 2 \| 2 \| 4 \| 16 \| 13 \| +3 \| 6 \| \| Campeonato Brasileño de Serie A 1985 \| 29.º \| 20 \| 5 \| 8 \| 7 \| 23 \| 22 \| +1 \| 18 \| \| Campeonato Brasileño de Serie A 1986 \| 8.º \| 30 \| 12 \| 12 \| 6 \| 38 \| 21 \| +17 \| 36 \| \| Campeonato Brasileño de Serie A 1987 \| 4.º \| 17 \| 6 \| 9 \| 2 \| 16 \| 7 \| +9 \| 21 \| \| Campeonato Brasileño de Serie A 1988 \| 8.º \| 25 \| 8 \| 10 \| 7 \| 26 \| 23 \| +3 \| 35 \| \| Campeonato Brasileño de Serie A 1989 \| 3.º \| 18 \| 9 \| 5 \| 4 \| 23 \| 14 \| +9 \| 23 \| \| Campeonato Brasileño de Serie A 1990 \| 10.º \| 19 \| 8 \| 5 \| 6 \| 21 \| 18 \| +3 \| 21 \| \| Campeonato Brasileño de Serie A 1991 \| 16.º \| 19 \| 5 \| 6 \| 8 \| 23 \| 28 \| -5 \| 16 \| \| Campeonato Brasileño de Serie A 1992 \| 8.º \| 25 \| 8 \| 7 \| 10 \| 25 \| 25 \| 0 \| 23 \| \| Campeonato Brasileño de Serie A 1993 \| 15.º \| 14 \| 6 \| 2 \| 6 \| 22 \| 15 \| +7 \| 14 \| \| Campeonato Brasileño de Serie A 1994 \| 22.º \| 24 \| 6 \| 4 \| 14 \| 22 \| 35 \| -13 \| 16 \| \| Campeonato Brasileño de Serie A 1995 \| 3.º \| 25 \| 12 \| 5 \| 8 \| 41 \| 27 \| +14 \| 41 \| \| Campeonato Brasileño de Serie A 1996 \| 5.º \| 25 \| 14 \| 5 \| 6 \| 32 \| 20 \| +12 \| 47 \| \| Campeonato Brasileño de Serie A 1997 \| 20.º \| 25 \| 6 \| 10 \| 9 \| 30 \| 35 \| -5 \| 28 \| \| Campeonato Brasileño de Serie A 1998 \| 2.º \| 32 \| 14 \| 9 \| 9 \| 56 \| 41 \| +15 \| 51 \| \| Campeonato Brasileño de Serie A 1999 \| 5.º \| 23 \| 12 \| 6 \| 5 \| 50 \| 39 \| +11 \| 42 \| \| Campeonato Brasileño de Serie A 2000 \| 3.º \| 30 \| 14 \| 12 \| 4 \| 57 \| 36 \| +21 \| 54 \| \| Campeonato Brasileño de Serie A 2001 \| 21.º \| 27 \| 9 \| 5 \| 13 \| 36 \| 43 \| -7 \| 32 \| \| Campeonato Brasileño de Serie A 2002 \| 9° \| 25 \| 11 \| 6 \| 8 \| 40 \| 39 \| +1 \| 39 \| \| Campeonato Brasileño de Serie A 2003 \| 1º \| 46 \| 32 \| 7 \| 8 \| 102 \| 47 \| +55 \| 100 \| \| Campeonato Brasileño de Serie A 2004 \| 13.º \| 46 \| 16 \| 8 \| 22 \| 69 \| 81 \| -12 \| 56 \| \| Campeonato Brasileño de Serie A 2005 \| 8.º \| 42 \| 17 \| 9 \| 16 \| 73 \| 72 \| +1 \| 60 \| \| Campeonato Brasileño de Serie A 2006 \| 10.º \| 38 \| 14 \| 11 \| 13 \| 52 \| 45 \| +7 \| 53 \| \| Campeonato Brasileño de Serie A 2007 \| 5.º \| 38 \| 18 \| 6 \| 14 \| 73 \| 59 \| +15 \| 60 \| \| Campeonato Brasileño de Serie A 2008 \| 3.º \| 38 \| 21 \| 4 \| 13 \| 59 \| 44 \| +15 \| 67 \| \| Campeonato Brasileño de Serie A 2009 \| 4.º \| 38 \| 18 \| 8 \| 12 \| 58 \| 53 \| +5 \| 62 \| \| Campeonato Brasileño de Serie A 2010 \| 2.º \| 38 \| 20 \| 9 \| 9 \| 53 \| 38 \| +15 \| 69 \| \| Campeonato Brasileño de Serie A 2011 \| 16.º \| 38 \| 11 \| 10 \| 17 \| 48 \| 51 \| -3 \| 43 \| \| Campeonato Brasileño de Serie A 2012 \| 9.º \| 38 \| 15 \| 7 \| 16 \| 47 \| 51 \| -4 \| 52 \| \| Campeonato Brasileño de Serie A 2013 \| 1º \| 38 \| 23 \| 7 \| 8 \| 77 \| 37 \| +40 \| 76 \| \| Campeonato Brasileño de Serie A 2014 \| 1º \| 38 \| 24 \| 8 \| 6 \| 67 \| 38 \| +29 \| 80 \| \| Campeonato Brasileño de Serie A 2015 \| 8.º \| 38 \| 15 \| 10 \| 13 \| 44 \| 35 \| +9 \| 55 \| \| Campeonato Brasileño de Serie A 2016 \| 12.º \| 38 \| 14 \| 9 \| 15 \| 48 \| 49 \| -1 \| 51 \| \| Campeonato Brasileño de Serie A 2017 \| 5.º \| 38 \| 15 \| 12 \| 11 \| 47 \| 39 \| +8 \| 57 \| \| Campeonato Brasileño de Serie A 2018 \| 8.º \| 38 \| 14 \| 11 \| 13 \| 34 \| 34 \| 0 \| 53 \| \| Campeonato Brasileño de Serie A 2019 \| 17.º \| 38 \| 7 \| 15 \| 16 \| 27 \| 46 \| -19 \| 36 \| \| Campeonato Brasileño de Serie B 2020 \| 11.º (1) \| 38 \| 14 \| 13 \| 11 \| 39 \| 32 \| +7 \| 49 \| \| Campeonato Brasileño de Serie B 2021 \| 14.º \| 38 \| 10 \| 18 \| 10 \| 42 \| 44 \| -2 \| 48 \| \| Campeonato Brasileño de Serie B 2022 \| 1º \| 38 \| 23 \| 9 \| 6 \| 57 \| 26 \| +31 \| 78 \| \| Campeonato Brasileño de Serie A 2023 \| Por definir \| En disputa \| En disputa \| En disputa \| En disputa \| En disputa \| En disputa \| En disputa \| En disputa \| |                  |                  |                  |                  |                  |                  |                  |                  |                  |
| |                  |                  |                  |                  |                  |                  |                  |                  |                  |
| Competencia | Posición         | PJ               | PG               | PE               | PP               | GF               | GC               | Dif.             | Puntos           |
| Taça Brasil 1959 | No se clasificó. | No se clasificó. | No se clasificó. | No se clasificó. | No se clasificó. | No se clasificó. | No se clasificó. | No se clasificó. | No se clasificó. |
| Taça Brasil 1960 | 8.º              | 5                | 2                | 1                | 2                | 4                | 6                | -2               | 5                |
| Taça Brasil 1961 | 9.º              | 4                | 2                | 1                | 1                | 7                | 5                | +2               | 5                |
| Taça Brasil 1962 | 6.º              | 4                | 1                | 2                | 1                | 4                | 4                | 0                | 4                |
| Taça Brasil 1963 | No se clasificó  | No se clasificó  | No se clasificó  | No se clasificó  | No se clasificó  | No se clasificó  | No se clasificó  | No se clasificó  | No se clasificó  |
| Taça Brasil 1964 | No se clasificó. | No se clasificó. | No se clasificó. | No se clasificó. | No se clasificó. | No se clasificó. | No se clasificó. | No se clasificó. | No se clasificó. |
| Taça Brasil 1965 | No se clasificó. | No se clasificó. | No se clasificó. | No se clasificó. | No se clasificó. | No se clasificó. | No se clasificó. | No se clasificó. | No se clasificó. |
| Taça Brasil 1966 | 1º               | 8                | 7                | 1                | 0                | 25               | 7                | +18              | 15               |
| Taça Brasil 1967 | 4.º              | 3                | 1                | 1                | 1                | 2                | 4                | -2               | 3                |
| Torneo Roberto Gomes Pedrosa 1967 | 7.º              | 14               | 6                | 2                | 6                | 23               | 19               | +4               | 14               |
| Taça Brasil 1968 | 3.º              | 4                | 2                | 1                | 1                | 9                | 4                | +5               | 5                |
| Torneo Roberto Gomes Pedrosa 1968 | 8.º              | 16               | 6                | 5                | 5                | 22               | 18               | +4               | 17               |
| Torneo Roberto Gomes Pedrosa 1969 | 2.º              | 19               | 10               | 6                | 3                | 30               | 18               | +12              | 26               |
| Torneo Roberto Gomes Pedrosa 1970 | 4.º              | 19               | 9                | 4                | 6                | 32               | 20               | +12              | 22               |
| Campeonato Brasileño de Serie A 1971 | 8.º              | 25               | 8                | 12               | 5                | 28               | 17               | +11              | 28               |
| Campeonato Brasileño de Serie A 1972 | 6.º              | 28               | 12               | 10               | 6                | 41               | 27               | +14              | 34               |
| Campeonato Brasileño de Serie A 1973 | 3.º              | 40               | 19               | 14               | 7                | 48               | 28               | +20              | 52               |
| Campeonato Brasileño de Serie A 1974 | 2.º              | 28               | 14               | 10               | 4                | 35               | 17               | +18              | 38               |
| Campeonato Brasileño de Serie A 1975 | 2.º              | 29               | 15               | 10               | 4                | 39               | 15               | +24              | 49               |
| Campeonato Brasileño de Serie A 1976 | 19.º             | 12               | 6                | 5                | 1                | 15               | 7                | +8               | 19               |
| Campeonato Brasileño de Serie A 1977 | 16.º             | 18               | 6                | 7                | 5                | 30               | 27               | +3               | 24               |
| Campeonato Brasileño de Serie A 1978 | 10.º             | 27               | 14               | 10               | 3                | 44               | 21               | +23              | 41               |
| Campeonato Brasileño de Serie A 1979 | 6.º              | 19               | 10               | 6                | 3                | 43               | 21               | +22              | 26               |
| Campeonato Brasileño de Serie A 1980 | 10.º             | 18               | 7                | 7                | 4                | 19               | 14               | +5               | 21               |
| Campeonato Brasileño de Serie A 1981 | 19.º             | 15               | 7                | 3                | 5                | 20               | 20               | 0                | 17               |
| Campeonato Brasileño de Serie A 1982 | 21.º             | 14               | 5                | 1                | 8                | 14               | 23               | -9               | 11               |
| Campeonato Brasileño de Serie A 1983 | 17.º             | 14               | 6                | 5                | 3                | 21               | 17               | +4               | 17               |
| Campeonato Brasileño de Serie A 1984 | 33.º             | 8                | 2                | 2                | 4                | 16               | 13               | +3               | 6                |
| Campeonato Brasileño de Serie A 1985 | 29.º             | 20               | 5                | 8                | 7                | 23               | 22               | +1               | 18               |
| Campeonato Brasileño de Serie A 1986 | 8.º              | 30               | 12               | 12               | 6                | 38               | 21               | +17              | 36               |
| Campeonato Brasileño de Serie A 1987 | 4.º              | 17               | 6                | 9                | 2                | 16               | 7                | +9               | 21               |
| Campeonato Brasileño de Serie A 1988 | 8.º              | 25               | 8                | 10               | 7                | 26               | 23               | +3               | 35               |
| Campeonato Brasileño de Serie A 1989 | 3.º              | 18               | 9                | 5                | 4                | 23               | 14               | +9               | 23               |
| Campeonato Brasileño de Serie A 1990 | 10.º             | 19               | 8                | 5                | 6                | 21               | 18               | +3               | 21               |
| Campeonato Brasileño de Serie A 1991 | 16.º             | 19               | 5                | 6                | 8                | 23               | 28               | -5               | 16               |
| Campeonato Brasileño de Serie A 1992 | 8.º              | 25               | 8                | 7                | 10               | 25               | 25               | 0                | 23               |
| Campeonato Brasileño de Serie A 1993 | 15.º             | 14               | 6                | 2                | 6                | 22               | 15               | +7               | 14               |
| Campeonato Brasileño de Serie A 1994 | 22.º             | 24               | 6                | 4                | 14               | 22               | 35               | -13              | 16               |
| Campeonato Brasileño de Serie A 1995 | 3.º              | 25               | 12               | 5                | 8                | 41               | 27               | +14              | 41               |
| Campeonato Brasileño de Serie A 1996 | 5.º              | 25               | 14               | 5                | 6                | 32               | 20               | +12              | 47               |
| Campeonato Brasileño de Serie A 1997 | 20.º             | 25               | 6                | 10               | 9                | 30               | 35               | -5               | 28               |
| Campeonato Brasileño de Serie A 1998 | 2.º              | 32               | 14               | 9                | 9                | 56               | 41               | +15              | 51               |
| Campeonato Brasileño de Serie A 1999 | 5.º              | 23               | 12               | 6                | 5                | 50               | 39               | +11              | 42               |
| Campeonato Brasileño de Serie A 2000 | 3.º              | 30               | 14               | 12               | 4                | 57               | 36               | +21              | 54               |
| Campeonato Brasileño de Serie A 2001 | 21.º             | 27               | 9                | 5                | 13               | 36               | 43               | -7               | 32               |
| Campeonato Brasileño de Serie A 2002 | 9°               | 25               | 11               | 6                | 8                | 40               | 39               | +1               | 39               |
| Campeonato Brasileño de Serie A 2003 | 1º               | 46               | 32               | 7                | 8                | 102              | 47               | +55              | 100              |
| Campeonato Brasileño de Serie A 2004 | 13.º             | 46               | 16               | 8                | 22               | 69               | 81               | -12              | 56               |
| Campeonato Brasileño de Serie A 2005 | 8.º              | 42               | 17               | 9                | 16               | 73               | 72               | +1               | 60               |
| Campeonato Brasileño de Serie A 2006 | 10.º             | 38               | 14               | 11               | 13               | 52               | 45               | +7               | 53               |
| Campeonato Brasileño de Serie A 2007 | 5.º              | 38               | 18               | 6                | 14               | 73               | 59               | +15              | 60               |
| Campeonato Brasileño de Serie A 2008 | 3.º              | 38               | 21               | 4                | 13               | 59               | 44               | +15              | 67               |
| Campeonato Brasileño de Serie A 2009 | 4.º              | 38               | 18               | 8                | 12               | 58               | 53               | +5               | 62               |
| Campeonato Brasileño de Serie A 2010 | 2.º              | 38               | 20               | 9                | 9                | 53               | 38               | +15              | 69               |
| Campeonato Brasileño de Serie A 2011 | 16.º             | 38               | 11               | 10               | 17               | 48               | 51               | -3               | 43               |
| Campeonato Brasileño de Serie A 2012 | 9.º              | 38               | 15               | 7                | 16               | 47               | 51               | -4               | 52               |
| Campeonato Brasileño de Serie A 2013 | 1º               | 38               | 23               | 7                | 8                | 77               | 37               | +40              | 76               |
| Campeonato Brasileño de Serie A 2014 | 1º               | 38               | 24               | 8                | 6                | 67               | 38               | +29              | 80               |
| Campeonato Brasileño de Serie A 2015 | 8.º              | 38               | 15               | 10               | 13               | 44               | 35               | +9               | 55               |
| Campeonato Brasileño de Serie A 2016 | 12.º             | 38               | 14               | 9                | 15               | 48               | 49               | -1               | 51               |
| Campeonato Brasileño de Serie A 2017 | 5.º              | 38               | 15               | 12               | 11               | 47               | 39               | +8               | 57               |
| Campeonato Brasileño de Serie A 2018 | 8.º              | 38               | 14               | 11               | 13               | 34               | 34               | 0                | 53               |
| Campeonato Brasileño de Serie A 2019 | 17.º             | 38               | 7                | 15               | 16               | 27               | 46               | -19              | 36               |
| Campeonato Brasileño de Serie B 2020 | 11.º (1)         | 38               | 14               | 13               | 11               | 39               | 32               | +7               | 49               |
| Campeonato Brasileño de Serie B 2021 | 14.º             | 38               | 10               | 18               | 10               | 42               | 44               | -2               | 48               |
| Campeonato Brasileño de Serie B 2022 | 1º               | 38               | 23               | 9                | 6                | 57               | 26               | +31              | 78               |
| Campeonato Brasileño de Serie A 2023 | Por definir      | En disputa       | En disputa       | En disputa       | En disputa       | En disputa       | En disputa       | En disputa       | En disputa       |

Fuente: Cruzeiropédia
- (1):Antes del comienzo del campeonato, Cruzeiro, por decisión de la FIFA, comenzó el torneo con 6 puntos menos. Esto se debe al hecho de que el club no pagó una deuda de préstamo al contratar un jugador.

#### Participaciones en Copa de Brasil
| Torneo              | Posición               | PJ  | PG | PE | PP | GF  | GC  | Dif. |
| ------------------- | ---------------------- | --- | -- | -- | -- | --- | --- | ---- |
| Copa de Brasil 1989 | Octavos de final       | 4   | 1  | 2  | 1  | 2   | 3   | -1   |
| Copa de Brasil 1990 | Dieciseisavos de final | 2   | 0  | 1  | 1  | 0   | 4   | -4   |
| Copa de Brasil 1991 | Octavos de final       | 4   | 1  | 1  | 2  | 6   | 5   | +1   |
| Copa de Brasil 1992 | No participó           | -   | -  | -  | -  | -   | -   | -    |
| Copa de Brasil 1993 | Campeón                | 10  | 5  | 4  | 1  | 18  | 8   | +10  |
| Copa de Brasil 1994 | No participó           | -   | -  | -  | -  | -   | -   | -    |
| Copa de Brasil 1995 | Cuartos de final       | 6   | 3  | 1  | 2  | 9   | 5   | +4   |
| Copa de Brasil 1996 | Campeón                | 10  | 4  | 5  | 1  | 22  | 10  | +12  |
| Copa de Brasil 1997 | Dieciseisavos de final | 2   | 0  | 1  | 1  | 1   | 2   | -1   |
| Copa de Brasil 1998 | Subcampeón             | 9   | 5  | 2  | 2  | 16  | 6   | +10  |
| Copa de Brasil 1999 | Dieciseisavos de final | 4   | 1  | 2  | 1  | 10  | 6   | +4   |
| Copa de Brasil 2000 | Campeón                | 13  | 8  | 5  | 0  | 29  | 12  | +17  |
| Copa de Brasil 2001 | No participó           | -   | -  | -  | -  | -   | -   | -    |
| Copa de Brasil 2002 | Octavos de final       | 5   | 2  | 1  | 2  | 10  | 7   | +3   |
| Copa de Brasil 2003 | Campeón                | 11  | 8  | 3  | 0  | 29  | 12  | +17  |
| Copa de Brasil 2004 | No participó           | -   | -  | -  | -  | -   | -   | -    |
| Copa de Brasil 2005 | Semifinalista          | 9   | 7  | 0  | 2  | 31  | 9   | +22  |
| Copa de Brasil 2006 | Cuartos de final       | 6   | 3  | 0  | 3  | 14  | 8   | +6   |
| Copa de Brasil 2007 | Octavos de final       | 6   | 2  | 3  | 1  | 4   | 3   | +1   |
| Copa de Brasil 2008 | No participó           | -   | -  | -  | -  | -   | -   | -    |
| Copa de Brasil 2009 | No Participó           | -   | -  | -  | -  | -   | -   | -    |
| Copa de Brasil 2010 | No participó           | -   | -  | -  | -  | -   | -   | -    |
| Copa de Brasil 2011 | No participó           | -   | -  | -  | -  | -   | -   | -    |
| Copa de Brasil 2012 | Octavos de final       | 5   | 2  | 1  | 2  | 12  | 5   | +7   |
| Copa de Brasil 2013 | Octavos de final       | 7   | 6  | 0  | 1  | 17  | 3   | +14  |
| Copa de Brasil 2014 | Subcampeón             | 8   | 4  | 1  | 3  | 14  | 10  | +4   |
| Copa de Brasil 2015 | Octavos de final       | 2   | 0  | 0  | 2  | 3   | 5   | -2   |
| Copa de Brasil 2016 | Semifinalista          | 11  | 7  | 2  | 2  | 20  | 12  | +8   |
| Copa de Brasil 2017 | Campeón                | 14  | 7  | 5  | 2  | 23  | 9   | +14  |
| Copa de Brasil 2018 | Campeón                | 8   | 5  | 2  | 1  | 10  | 7   | +3   |
| Copa de Brasil 2019 | Semifinalista          | 6   | 1  | 2  | 3  | 6   | 9   | -3   |
| Copa de Brasil 2020 | Tercera Ronda          | 4   | 0  | 3  | 1  | 4   | 6   | -2   |
| Copa de Brasil 2021 | Tercera Ronda          | 3   | 1  | 2  | 0  | 3   | 2   | +1   |
| Copa de Brasil 2022 | Octavos de final       | 6   | 3  | 0  | 3  | 11  | 7   | +4   |
| Total               | 25/33                  | 175 | 86 | 49 | 40 | 324 | 175 | +149 |

Fuente: Cruzeiropédia

## Participaciones internacionales
| Competencia                  | Edición                                                                                               |
| ---------------------------- | --- |
| Copa Libertadores (17)       | 1967, 1975, 1976, 1977, 1994, 1997, 1998, 2001, 2004, 2008, 2009, 2010, 2011, 2014, 2015, 2018, 2019. |
| Copa Sudamericana (8)        | 2003, 2004, 2005, 2006, 2007, 2017, 2024, 2025.                                                       |
| Copa Intercontinental (2)    | 1976, 1997.                                                                                           |
| Supercopa Sudamericana (10)  | 1988, 1989, 1990, 1991, 1992, 1993, 1994, 1995, 1996, 1997.                                           |
| Copa Mercosur (4)            | 1998, 1999, 2000 y 2001.                                                                              |
| Recopa Sudamericana (3)      | 1992, 1993, 1998.                                                                                     |
| Copa de Oro Nicolás Leoz (2) | 1993, 1995.                                                                                           |
| Copa Master de Supercopa (2) | 1992, 1994.                                                                                           |

- En negrita, se muestran la ediciones en las que el equipo fue campeón.

### Por competición
Actualizado a la Copa Sudamericana 2024
| Competición                  | Temp. | PJ  | PG  | PE | PP | GF  | GC  | Dif. | Puntos |
| ---------------------------- | ----- | --- | --- | -- | -- | --- | --- | ---- | ------ |
| Copa Libertadores de América | 17    | 166 | 95  | 32 | 39 | 307 | 158 | +149 | 285    |
| Copa Intercontinental        | 2     | 3   | 0   | 1  | 2  | 0   | 4   | -4   | 1      |
| Copa Sudamericana            | 7     | 29  | 13  | 7  | 9  | 34  | 30  | +4   | 46     |
| Recopa Sudamericana          | 3     | 5   | 2   | 3  | 0  | 5   | 0   | +5   | 9      |
| Copa Mercosur                | 4     | 35  | 19  | 6  | 10 | 69  | 40  | +29  | 63     |
| Copa Máster de Supercopa     | 2     | 4   | 1   | 2  | 1  | 3   | 3   | 0    | 5      |
| Supercopa Sudamericana       | 10    | 60  | 26  | 13 | 21 | 86  | 63  | +23  | 91     |
| Copa de Oro Nicolás Leoz     | 2     | 3   | 1   | 1  | 1  | 1   | 1   | 0    | 4      |
| Total                        | 47    | 303 | 155 | 65 | 83 | 500 | 299 | +201 | 504    |

Obs.: en el marco de la Copa Mercosur 1999, Cruzeiro se cruzó con River Plate por el Grupo A, los partidos disputados entre ambos equipos también fueron válidos para la Recopa Sudamericana 1998, el cuadro azul se impuso en ambos duelos 2-0 y 3-0 respectivamente

## Récords
- Mejor equipo brasilero del siglo XX y séptimo a nivel sudamericano, según la IFFHS.
- Cruzeiro (en 2003) y Atlético Mineiro (en 2021) son los únicos equipos brasileño en conquistar la "triple corona", título concedido al equipo que conquista en un mismo año, el Campeonato Estadual y las dos principales competiciones del país (Copa de Brasil y el Campeonato Brasileiro).
- Cruzeiro es el único equipo brasileño en conquistar por lo menos un título por año durante 15 años consecutivos (1990-2004). Esta hazaña hasta entonces solo había sido conseguida por grandes equipos, como Real Madrid y Manchester United.
- Cruzeiro fue el primer equipo en vencer el campeonato brasileño con el modelo de puntos corridos y el único que superó la marca de 100 puntos.
- Cruzeiro es el equipo que más jugó las ediciones del campeonato brasileño de la Serie A de forma ininterrumpida (1966-2019): 54 ediciones.
- Es el mayor vencedor de la Copa de Brasil, con 6 conquistas, y el único club en ganar la competición de forma consecutiva, en 2017 y 2018 respectivamente.
- Cruzeiro es el único club que logró vencer a todos sus rivales al menos una vez, lo que ocurrió en el Campeonato Brasileiro de 2013.
- Récord de público que pagó por la entrada en una final de Copa Libertadores: 95.472 personas en el partido contra el Sporting Cristal, en 1997.
- Segunda mayor cantidad de espectadores que pagaron la entrada en una final de la Copa de Brasil: 85.841 personas en el partido contra el São Paulo, en el año 2000, atrás del enfrentamiento entre Botafogo y Juventude, en 1999 (0-0), que tuvo 101.581 presentes, de los cuales 90.217 pagaron entrada.
- Récord absoluto de público presente en una partida en el Mineirão: 132.834 personas en el partido contra el Villa Nova realizado el 22 de junio de 1997.
- Cruzeiro también tiene la mayor audiencia en la final de un torneo internacional, siendo el partido válido por la Copa Intercontinental de 1976, contra el Bayern Múnich, con una audiencia de 116 mil espectadores.
- Cruzeiro es el quinto club brasileño que más participó en la Copa Libertadores y nunca ha sido eliminado de la fase de grupos ni de las fases preliminares de la competición.
- Cruzeiro es el tercer club brasileño con más participación en torneos Internacionales, con 46 participaciones en total.
- En una encuesta de IBOPE en 2010, el Cruzeiro aparece con la séptima multitud más alta de preferencia de los brasileños con 3.5 % (aproximadamente 6.8 millones de hinchas), y el 34 % de preferencia entre los mineiros. El Cruzeiro también conduce a la elección de belorizontinos con el 48 % (el primera de Minas Gerais y Belo Horizonte).

## Jugadores

### Plantilla 2025

#### Altas y bajas 2025 (otoño)
| Altas   | Altas    | Altas       | Altas | Altas |
| Jugador | Posición | Procedencia | Tipo  | Costo |
| ------- | -------- | ----------- | ----- | ----- |

| Bajas   | Bajas     | Bajas        | Bajas                  | Bajas |
| Jugador | Posición  | Procedencia  | Tipo                   | Costo |
| ------- | --------- | ------------ | ---------------------- | ----- |
| Dudu    | Delantero | Agente libre | Rescisión de contrato. | --    |
| Marlon  | Defensa   | Grêmio       | Préstamo.              | --    |

1. ↑  Con opción de compra.[57]

### Máximos goleadores

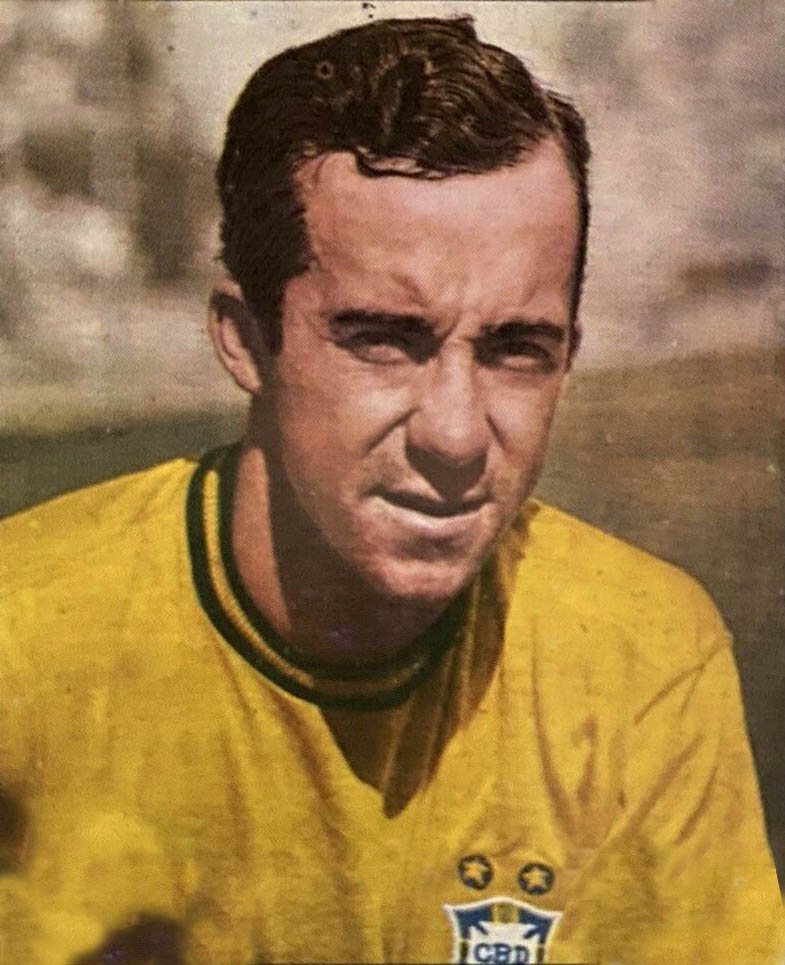
Tostão sería el primer goleador del club.

Jugadores que marcaron más de 100 goles.[cita requerida]
| Pos. | Nombre        | Período                         | Goles |
| ---- | ------------- | ------------------------------- | ----- |
| 1    | Tostão        | 1963–1972                       | 249   |
| 2    | Dirceu Lopes  | 1963–1979                       | 223   |
| 3    | Niginho       | 1926–1930, 1936–1937, 1939–1947 | 207   |
| 4    | Bengala       | 1925–1939                       | 168   |
| 5    | Marcelo Ramos | 1994–1996, 1998–2000            | 162   |
| 6    | Ninão         | 1923–1924, 1925–1930, 1936      | 156   |
| 7    | Palhinha      | 1968–1977, 1983–1984            | 145   |
| 8    | Alcides       | 1931–1948                       | 144   |
| 9    | Joãozinho     | 1974–1981                       | 118   |
| 10   | Raimundinho   | 1951–1963                       | 111   |

### Jugadores con más partidos jugados
Última Actualización: Temporada de 2021

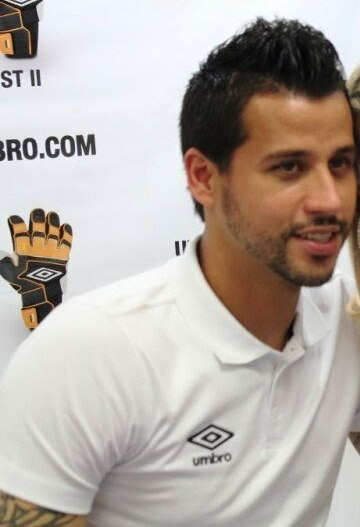
Fábio sería el jugador con más presencias en el club.

- Jugadores que jugaron más de 400 juegos[58][59]

| Pos. | Nombre           | Período              | Partidos |
| ---- | ---------------- | -------------------- | -------- |
| 1    | Fábio            | 2000; 2005–2021      | 977      |
| 2    | Zé Carlos        | 1965–1977            | 633      |
| 3    | Dirceu Lopes     | 1966–1977            | 610      |
| 4    | Piazza           | 1964–1977            | 566      |
| 5    | Raul Plassmann   | 1966–1978            | 557      |
| 6    | Eduardo Amorim   | 1970–1981            | 556      |
| 7    | Vanderlei Lázaro | 1969–1978            | 538      |
| 8    | Joãozinho        | 1972–1986            | 485      |
| 9    | Palhinha         | 1968–1977; 1983–1984 | 457      |
| 10   | Ademir           | 1986–1991; 1993–1995 | 442      |

## Entrenadores
- Jair Pereira (?–1996)[60]
- Levir Culpi (1996–?)[60]

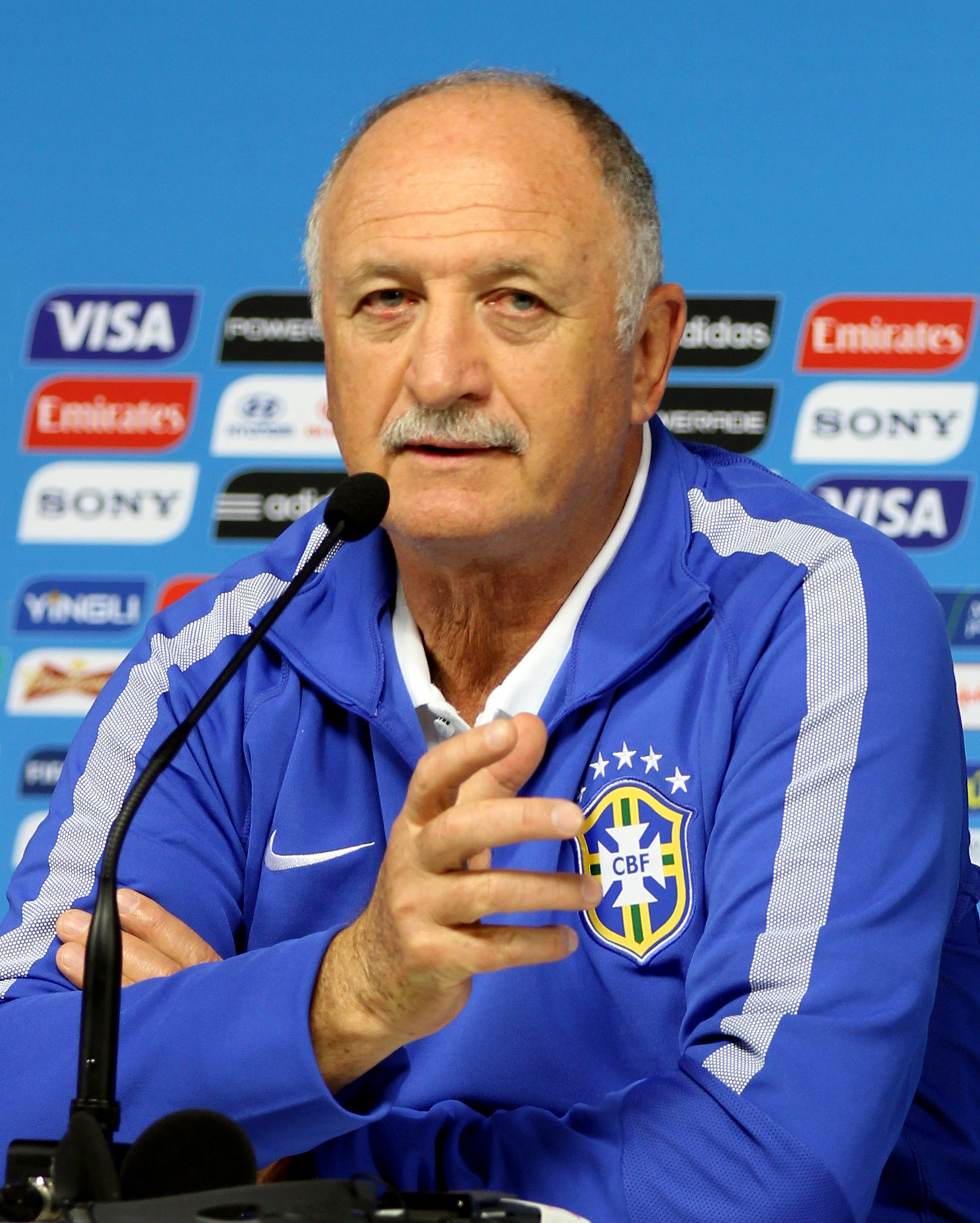
Luiz Felipe Scolari, entrenador del primer equipo de 2020 hacia 2021.

- Paulo Autuori (?–agosto de 1997)[61]
- Nelsinho Baptista (agosto de 1997–?)[61]
- Levir Culpi (1998–noviembre de 1999)[60][62]
- Paulo Autuori (noviembre de 1999–abril de 2000)[62][63]
- Marco Aurélio (abril de 2000–julio de 2000)[63][64]
- Luiz Felipe Scolari (julio de 2000–junio de 2001)[65][66]
- Paulo César Carpegiani (junio de 2001–agosto de 2001)[67][68]
- Ivo Wortmann (agosto de 2001–septiembre de 2001)[69][70]
- Marco Aurélio (septiembre de 2001–agosto de 2002)[71][72]
- Ney Franco (interino- agosto de 2002)[73]
- Vanderlei Luxemburgo (agosto de 2002–febrero de 2004)[74][75]
- Emerson Leão (mayo de 2004–julio de 2004)[76][77]
- Ney Franco (interino- julio de 2004-agosto de 2004)[77][73]
- Marco Aurélio (agosto de 2004–noviembre de 2004)[78][79]
- Ney Franco (interino- noviembre de 2004–diciembre de 2004)[79]
- Levir Culpi (diciembre de 2004–julio de 2005)[80][81]
- PC Gusmão (julio de 2005–agosto de 2006)[82][83]
- Emerson Ávila (interino- agosto de 2006)[83]
- Oswaldo de Oliveira (agosto de 2006–diciembre de 2006)[84][85]
- Paulo Autuori (diciembre de 2006–abril de 2007)[86][87]
- Dorival Júnior (mayo de 2007–diciembre de 2007)[88][89]
- Adílson Batista (diciembre de 2007–junio de 2010)[90][91]
- Emerson Ávila (interino- junio de 2010)[92]
- Cuca (junio de 2010–junio de 2011)[93][94]
- Joel Santana (junio de 2011–septiembre de 2011)[94][95]
- Emerson Ávila (septiembre de 2011)[95][96]
- Vágner Mancini (septiembre de 2011–mayo de 2012)[96][97]
- Celso Roth (mayo de 2012–diciembre de 2012)[98][99]
- Marcelo Oliveira (diciembre de 2012–junio de 2015)[100][101]
- Vanderlei Luxemburgo (junio de 2015–agosto de 2015)[102][103]
- Mano Menezes (septiembre de 2015–diciembre de 2015)[104][105]
- Deivid (diciembre de 2015–abril de 2016)[106][107]
- Paulo Bento (mayo de 2016–julio de 2016)[108][109]
- Mano Menezes (julio de 2016–agosto de 2019)[110][111]
- Rogério Ceni (agosto de 2019–septiembre de 2019)[112][113]
- Abel Braga (septiembre de 2019–noviembre de 2019)[114][115]
- Adílson Batista (noviembre de 2019–marzo de 2020)[115][116]
- Enderson Moreira (marzo de 2020 septiembre de 2020)[117][118]
- Ney Franco (septiembre de 2020–octubre de 2020)[119][120]
- Célio Lúcio (interino- octubre de 2020)[120]
- Luiz Felipe Scolari (octubre de 2020–enero de 2021)[121][122]
- Célio Lúcio (interino- enero de 2021)[122]
- Felipe Conceição (enero de 2021–junio de 2021)[123][124]
- Mozart (junio de 2021–julio de 2021)[125][126]
- Vanderlei Luxemburgo (agosto de 2021–diciembre de 2021)[127][128]
- Paulo Pezzolano (enero de 2022–marzo de 2023)[129][130]
- Pepa (marzo de 2023–agosto de 2023)[131][132]
- Fernando Seabra (interino- agosto de 2023–septiembre de 2023)[132][133]
- Zé Ricardo (septiembre de 2023–noviembre de 2023)[134]
- Fernando Seabra (interino- noviembre de 2023)[135]
- Paulo Autuori (interino- noviembre de 2023–diciembre de 2023)[136]
- Nicolás Larcamón (diciembre de 2023–abril de 2024)[137][138]
- Fernando Seabra (abril de 2024–septiembre de 2024)[139][140]
- Fernando Diniz (septiembre de 2024–enero de 2025)[141]
- Wesley Carvalho (interino- enero de 2025–febrero de 2025)[142]
- Leonardo Jardim (febrero de 2025–presente)[5]

## Palmarés

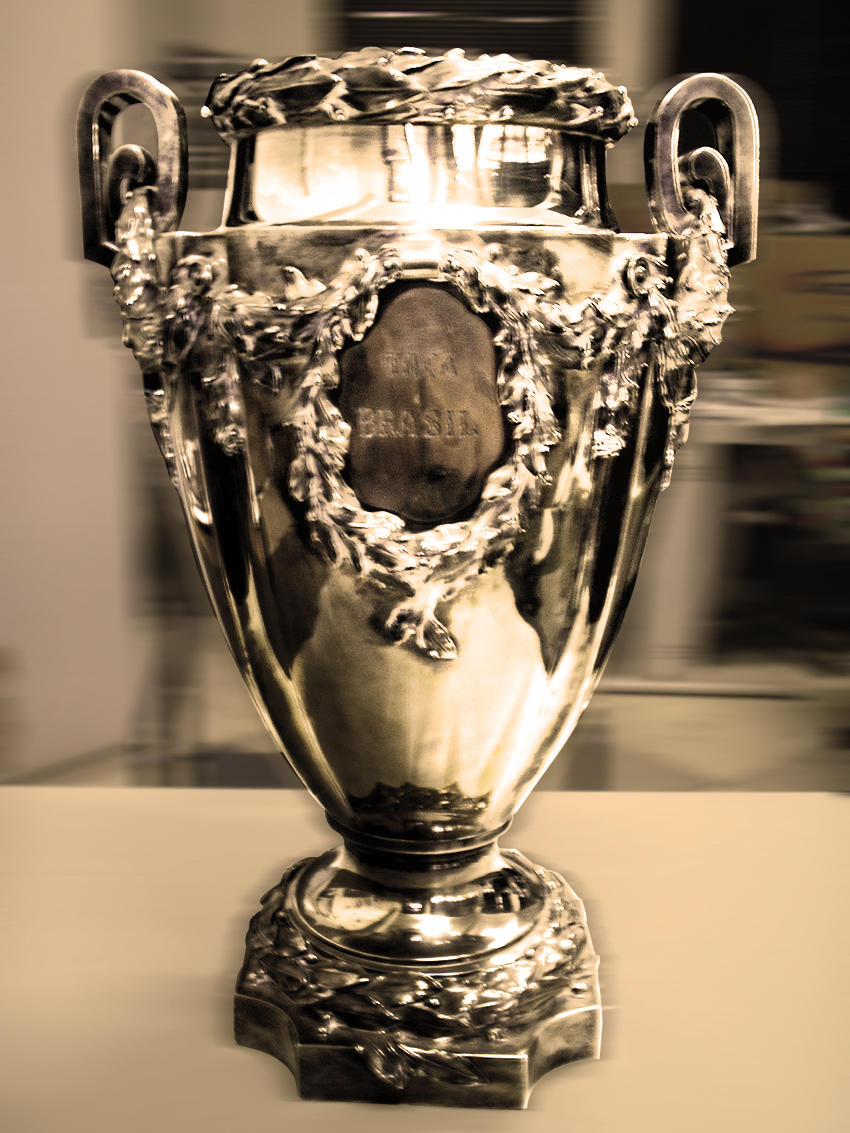
Vista del trofeo del Brasileirāo 1966, el primer gran título en la historia del Cruzeiro.

### Títulos oficiales
En negrita las competiciones vigentes en la actualidad.
Torneos nacionales
| Competición nacional | Títulos                                      | Subtítulos                    |
| -------------------- | -------------------------------------------- | ----------------------------- |
| Serie A (4/5)        | 1966, 2003, 2013, 2014.                      | 1969, 1974, 1975, 1998, 2010. |
| Copa de Brasil (6/2) | 1993, 1996, 2000, 2003, 2017, 2018. (Récord) | 1998, 2014.                   |
|                      |                                              |                               |
| Serie B (1/0)        | 2022.                                        |                               |

Torneos internacionales
| Competición internacional          | Títulos                         | Subtítulos  |
| ---------------------------------- | ------------------------------- | ----------- |
| Copa Intercontinental (0/2)        |                                 | 1976, 1997. |
| Copa Libertadores de América (2/2) | 1976, 1997.                     | 1977, 2009. |
| Copa Sudamericana (0/1)            |                                 | 2024.       |
| Recopa Sudamericana (1/2)          | 1998.                           | 1992, 1993. |
| Supercopa Sudamericana (2/2)       | 1991, 1992. (Récord compartido) | 1988, 1996. |
| Copa Master de Supercopa (1/1)     | 1994. (Récord compartido)       | 1992.       |
| Copa de Oro Nicolás Leoz (1/0)     | 1995. (Récord compartido)       |             |

Torneos estaduales
| Competición estadual          | Títulos | Subtítulos |
| ----------------------------- | --- | --- |
| Campeonato Mineiro (38/27)    | 1928, 1929, 1930, 1940, 1943, 1944, 1945, 1956, 1959, 1960, 1961, 1965, 1966, 1967, 1968, 1969, 1972, 1973, 1974, 1975, 1977, 1984, 1987, 1990, 1992, 1994, 1996, 1997, 1998, 2003, 2004, 2006, 2008, 2009, 2011, 2014, 2018, 2019. | 1922, 1924, 1931, 1932, 1933, 1954, 1962, 1970, 1971, 1976, 1978, 1979, 1980, 1981, 1982, 1983, 1985, 1986, 1988, 1989, 2000, 2005, 2007, 2013, 2017, 2022, 2024. |
| Supercampeonato Mineiro (1/0) | 2002 | |
| Taça Minas Gerais (5/5)       | 1973, 1982, 1983, 1984, 1985. (Récord) | 1975, 1976, 1979, 1986, 1987. (Récord) |

## Rivalidades

### Clásico Mineiro
El principal rival del Cruzeiro es el Atlético Mineiro, con quien disputa el Superclássico Mineiro. El primer clásico de la historia se disputó el 17 de marzo de 1921, cuando Cruzeiro se impuso por 3 a 0 ante Atlético Mineiro.

### Otras rivalidades
A nivel estatal Cruzeiro mantiene una rivalidad con el América-MG, con quien disputa Coelho versus Raposa, y Villa Nova, con quien disputa el clásico Raposa versus Leão. A nivel nacional, son importantes los enfrentamientos con otros clubes miembros del G-12.

### Enfrentamientos clásicos
Última actualización: 20 de marzo de 2025
| Enfrentamientos Clásicos |        |                       |         |                   |                |      |                              |
| Confrontación            | Juegos | Victorias de Cruzeiro | Empates | Victorias rivales | Último Partido | Año  | Torneo                       |
| Cruzeiro X Atlético      | 527    | 173                   | 141     | 213               | CAM 2-0 CRU    | 2025 | Campeonato Mineiro           |
| Cruzeiro X América-MG    | 385    | 159                   | 116     | 110               | CRU 1-1 AME    | 2025 | Campeonato Mineiro           |
| Cruzeiro X Flamengo      | 101    | 35                    | 23      | 39                | CRU 0-1 FLA    | 2024 | Campeonato Brasileño         |
| Cruzeiro X Vasco         | 106    | 39                    | 36      | 31                | CRU 1-1 VAS    | 2024 | Campeonato Brasileño         |
| Cruzeiro X Fluminense    | 89     | 27                    | 22      | 40                | FLU 1-0 CRU    | 2024 | Campeonato Brasileño         |
| Cruzeiro X Botafogo      | 98     | 42                    | 33      | 23                | CRU 3-0 BOT    | 2024 | Campeonato Brasileño         |
| Cruzeiro X Corinthians   | 94     | 31                    | 23      | 40                | COR 2-1 CRU    | 2024 | Campeonato Brasileño         |
| Cruzeiro X Palmeiras     | 101    | 35                    | 29      | 37                | CRU 1-2 PAL    | 2024 | Campeonato Brasileño         |
| Cruzeiro X Santos        | 83     | 32                    | 21      | 30                | SFC 0-3 CRU    | 2023 | Campeonato Brasileño         |
| Cruzeiro X São Paulo     | 91     | 23                    | 23      | 45                | CRU 1-1 SPO    | 2024 | Campeonato Brasileño         |
| Cruzeiro X Grêmio        | 85     | 36                    | 23      | 27                | CRU 1-1 GRE    | 2024 | Campeonato Brasileño         |
| Cruzeiro X Internacional | 89     | 29                    | 26      | 34                | CRU 0-0 INT    | 2024 | Campeonato Brasileño         |
| Cruzeiro X Coritiba      | 53     | 24                    | 15      | 14                | CTB 1-0 CRU    | 2023 | Campeonato Brasileño         |
| Cruzeiro X Atlético-PR   | 69     | 28                    | 22      | 19                | CRU 0-3 CAP    | 2024 | Campeonato Brasileño         |
| Cruzeiro X Bahia         | 69     | 35                    | 18      | 17                | CRU 1-1 BAH    | 2024 | Campeonato Brasileño         |
| Cruzeiro X Sport         | 44     | 21                    | 13      | 10                | SCR 3-1 CRU    | 2022 | Campeonato Brasileño Serie B |

### Enfrentamientos internacionales
| Enfrentamientos Clásicos        |        |                       |         |                   |                |      |                                   |
| Confrontación                   | Juegos | Victorias de Cruzeiro | Empates | Victorias rivales | Último Partido | Año  | Torneo                            |
| Cruzeiro X Real Madrid          | 1      | 0                     | 0       | 1                 | RMA 2-0 CRU    | 1976 | Trofeo Teresa Herrera             |
| Cruzeiro X Barcelona            | 1      | 0                     | 0       | 1                 | CRU 1-2 BAR    | 1986 | Trofeo Ciudad de Palma            |
| Cruzeiro X Bayern Múnich        | 2      | 0                     | 1       | 1                 | CRU 0-0 BAY    | 1976 | Copa Intercontinental             |
| Cruzeiro X Borussia Dortmund    | 1      | 0                     | 0       | 1                 | BOR 2-0 CRU    | 1997 | Copa Intercontinental             |
| Cruzeiro X PSV                  | 1      | 1                     | 0       | 0                 | CRU 2-0 PSV    | 1976 | Trofeo Teresa Herrera             |
| Cruzeiro X Benfica              | 3      | 1                     | 1       | 1                 | CRU 4-1 BEN    | 1997 | Copa Centenario de Belo Horizonte |
| Cruzeiro X Porto                | 3      | 1                     | 1       | 1                 | POR 3-1 CRU    | 1993 | Torneo Amistoso de Porto          |
| Cruzeiro X Boca Juniors         | 16     | 6                     | 4       | 6                 | CRU 1-1 BOC    | 2018 | Copa Libertadores                 |
| Cruzeiro X River Plate          | 16     | 10                    | 2       | 4                 | CRU 0-0 RIV    | 2019 | Copa Libertadores                 |
| Cruzeiro X Racing               | 14     | 8                     | 2       | 4                 | CRU 2-1 RAC    | 2018 | Copa Libertadores                 |
| Cruzeiro X Independiente        | 15     | 9                     | 1       | 5                 | CRU 4-1 IND    | 2001 | Copa Mercosur                     |
| Cruzeiro X San Lorenzo          | 9      | 3                     | 3       | 3                 | CRU 1-1 SLO    | 2014 | Copa Libertadores                 |
| Cruzeiro X Estudiantes          | 11     | 5                     | 1       | 5                 | EST 0-3 CRU    | 2011 | Copa Libertadores                 |
| Cruzeiro X Huracán              | 4      | 2                     | 1       | 1                 | CRU 4-0 HUR    | 2019 | Copa Libertadores                 |
| Cruzeiro X Vélez Sársfield      | 10     | 4                     | 1       | 5                 | CRU 3-0 VEL    | 2010 | Copa Libertadores                 |
| Cruzeiro X Nacional             | 13     | 8                     | 1       | 4                 | NAC 0-3 CRU    | 2010 | Copa Libertadores                 |
| Cruzeiro X Peñarol              | 6      | 2                     | 2       | 2                 | CRU 3-0 PEN    | 1993 | Torneo Amistoso de Porto          |
| Cruzeiro X Olimpia              | 15     | 8                     | 5       | 2                 | CRU 3-1 OLI    | 2001 | Copa Libertadores                 |
| Cruzeiro X Cerro Porteño        | 4      | 3                     | 1       | 0                 | CER 0-2 CRU    | 2014 | Copa Libertadores                 |
| Cruzeiro X Colo-Colo            | 19     | 8                     | 8       | 3                 | COL 1-1 CRU    | 2010 | Copa Libertadores                 |
| Cruzeiro X Universidad de Chile | 5      | 4                     | 1       | 0                 | UCH 0-0 CRU    | 2018 | Copa Libertadores                 |
| Cruzeiro X Atlético Nacional    | 5      | 3                     | 1       | 1                 | CRU 8-0 NAC    | 1992 | Supercopa Sudamericana            |
| Cruzeiro X Once Caldas          | 2      | 1                     | 0       | 1                 | CRU 0-2 ONC    | 2011 | Copa Libertadores                 |
| Cruzeiro X Sporting Cristal     | 6      | 4                     | 1       | 1                 | CRU 5-0 CRI    | 2001 | Copa Libertadores                 |
| Cruzeiro X Liga de Quito        | 2      | 2                     | 0       | 0                 | LDU 1-3 CRU    | 1976 | Copa Libertadores                 |

- Considerando enfrentamientos en competiciones oficiales y no oficiales.

Fuente: Cruzeiropédia

## Amistad con San Lorenzo
Los hinchas del azul mantienen una fuerte amistad que cruza las fronteras con San Lorenzo de Almagro ya que el líder de la Barra de Cruzeiro, Davidson Bernardes, es fanático hincha del Ciclón. Su amor por el santo nació en 1998, cuando visitó el estadio azulgrana por primera vez, en las semifinales de la Copa Mercosur. “En esa época éramos pocos los que viajábamos. Me tocó estar en la tribuna de San Lorenzo y, a pesar de quedarse afuera, lo de la gente fue increíble. Ahí me hice hincha”.
La amistad se afianzó en el año 2008, cuando San Lorenzo y Cruzeiro compartieron grupo en la Libertadores. Los hinchas brasileros comenzaron contactos con un grupo de cuervos autodenominados Los de la Sur, por el lugar al que asisten en el Pedro Bidegain (Platea Sur). Es así que los hinchas del Cruzeiro le dieron una cálida bienvenida a los sanlorencistas, cosa que es extraña entre equipos argentinos y brasileros por la fuerte rivalidad futbolística y deportiva en general, y los enfrentamientos con la policía de las parcialidades visitantes. San Lorenzo, como devolución de gentileza, tuvo el mismo gesto cuando a los brasileros les tocó visitar la Ciudad de Buenos Aires. Allí se empezó a forjar una amistad que ya lleva más de 20 años y cada día crece más. Hoy, ya se pueden ver pintadas en Argentina y Brasil que hacen honor a esta amistad, y cada vez que al Azul le toca visitar Argentina es acogido por hinchas azulgranas y viceversa cuando el Cuervo viaja a Brasil. Los hinchas de ambos clubes comparten comidas, previas y tribunas; y en los dos estadios se despliegan banderas de ambos clubes cada vez que juegan partidos de liga o copa. Ya es cotidiano ver hinchas de Cruzeiro con la remera de San Lorenzo y viceversa.
También se enfrentaron en los cuartos de final de la Copa Libertadores 2014 cruce que ganó San Lorenzo con un 1-0 en el Nuevo Gasómetro y un empate a 1 en el Mineirao